# Junta Suprema del Reino de Galicia

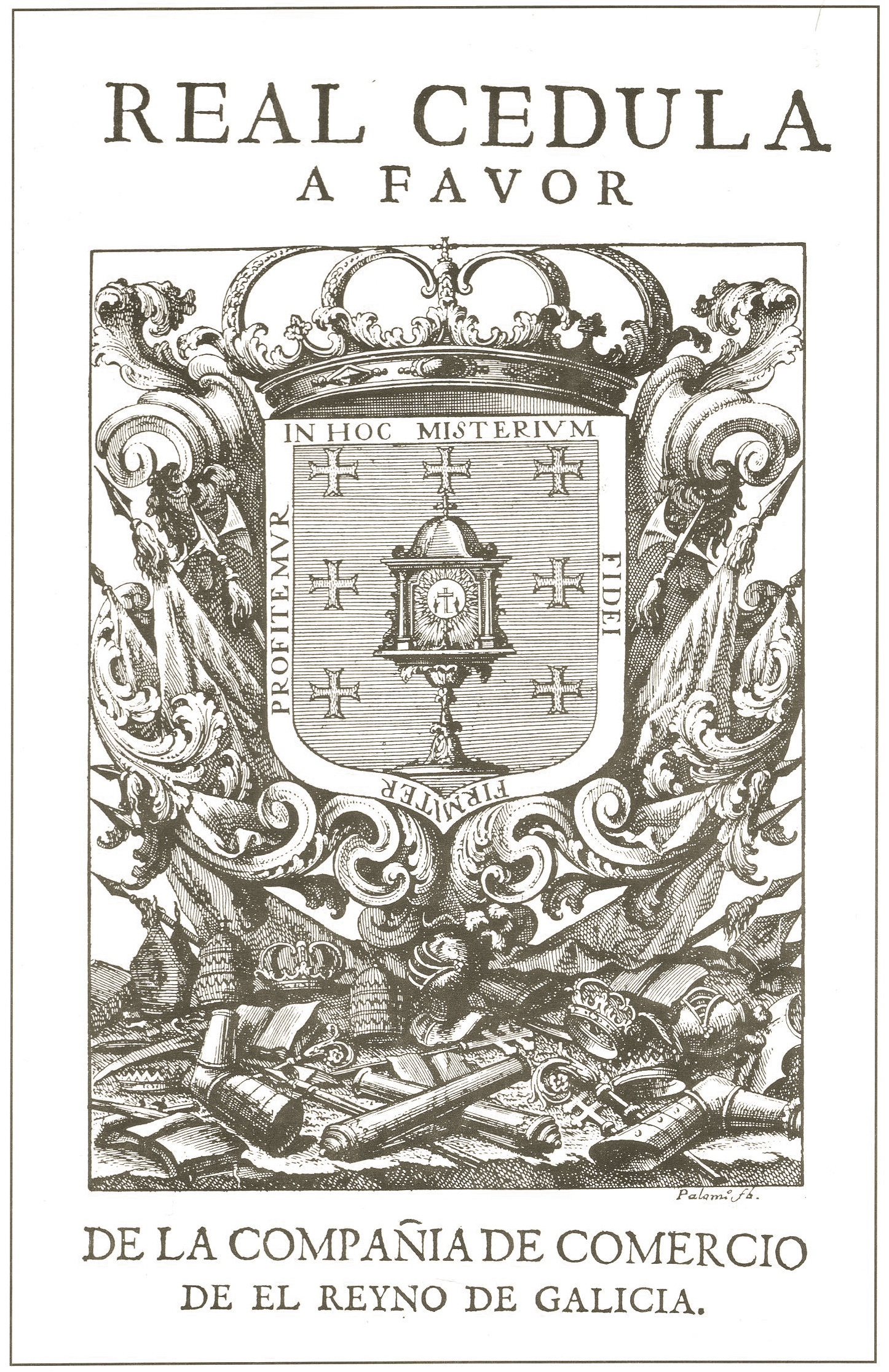
Escudo de armas del Reino de Galicia, en la portada de una Real Cédula de 1734.

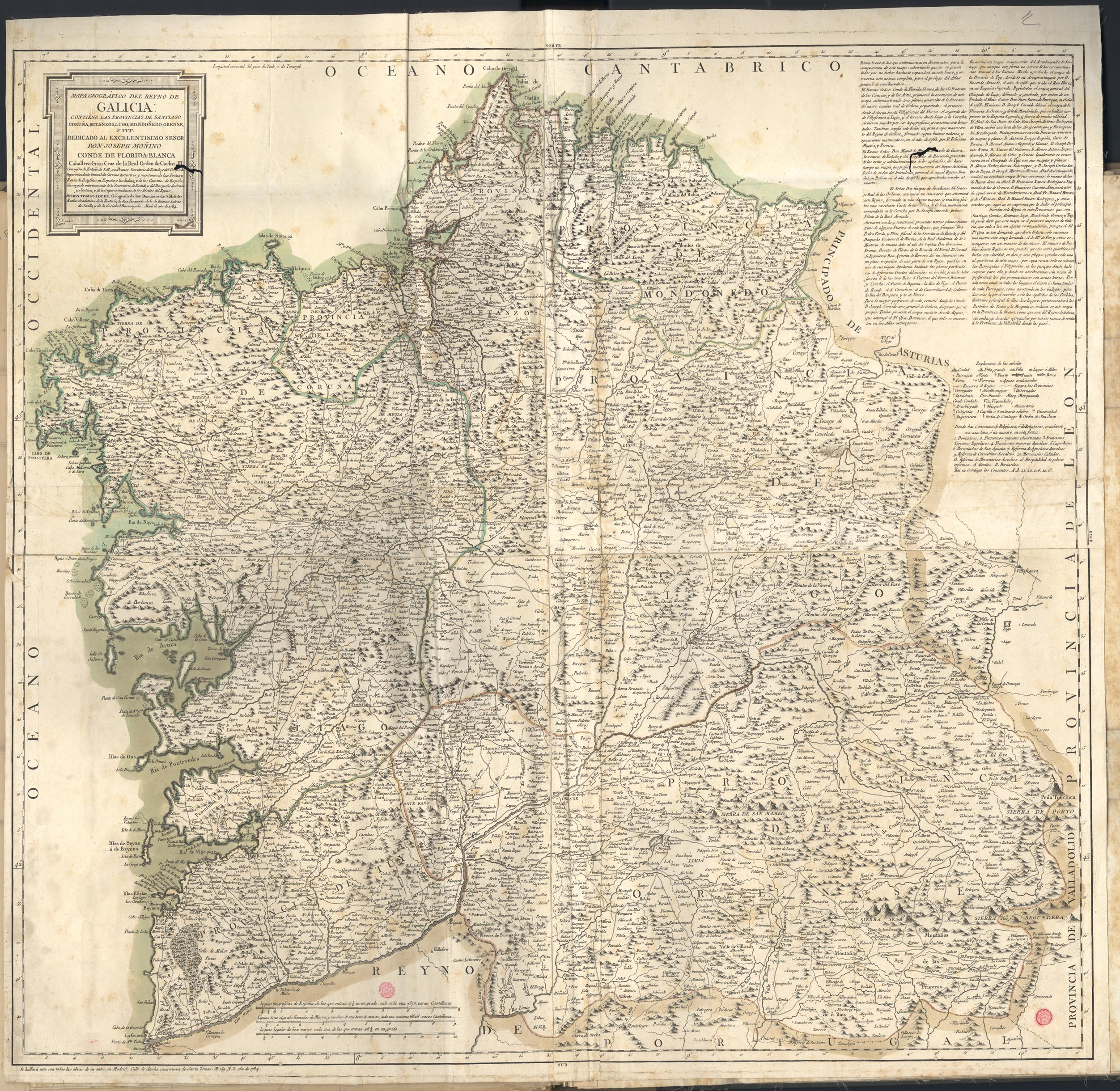
Mapa del Reino de Galicia (1773).

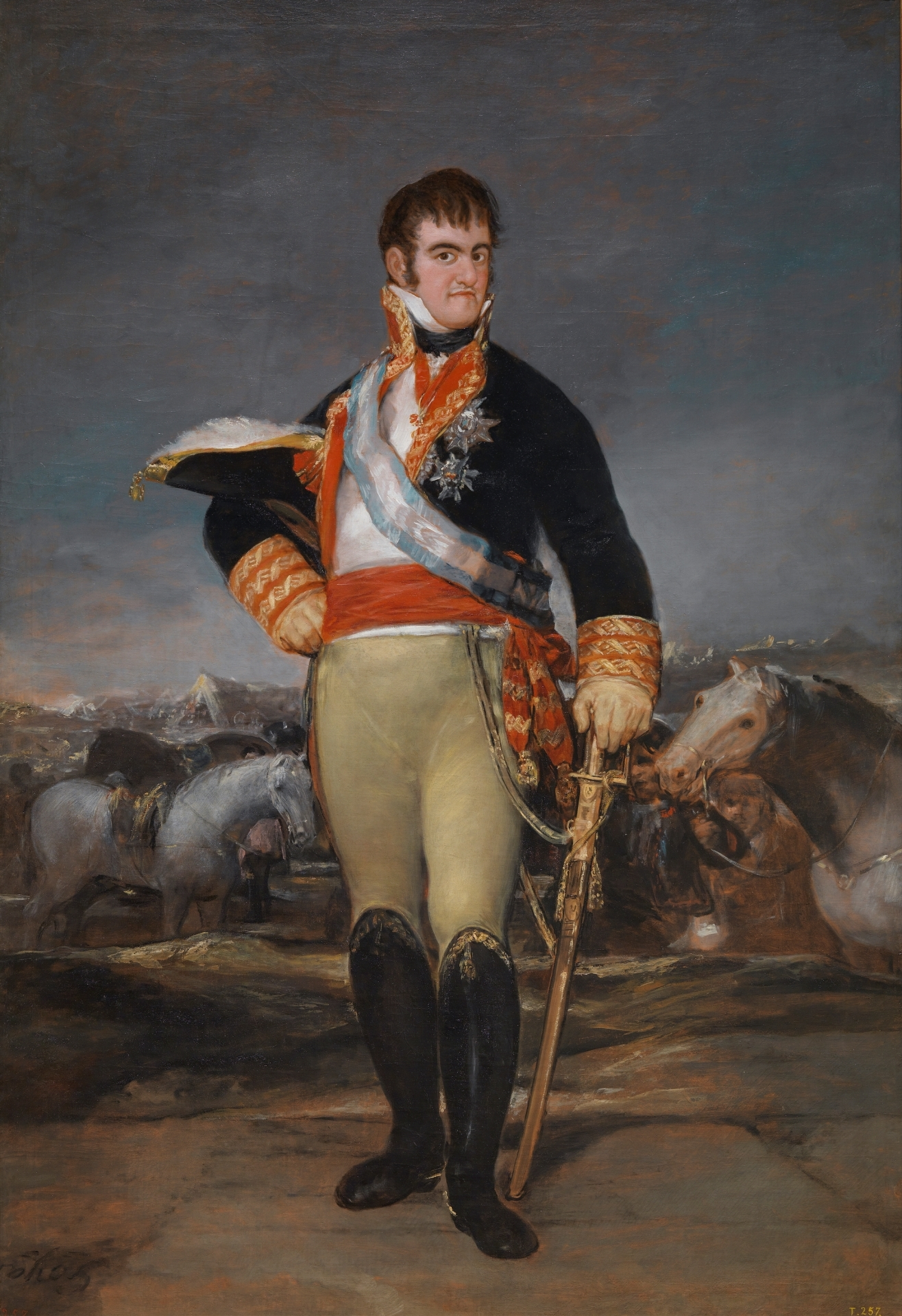
Fernando VII, por Francisco de Goya, c. 1815.

En 1808, un conjunto de circunstancias crearon en España una coyuntura favorable para que un amplio sector de la opinión se comprometiera en la lucha por el poder, con objeto de llevar a cabo una radical transformación de los supuestos que servían de base a la España del Antiguo Régimen. El final de la etapa reformista de los Borbones ilustrados Fernando VI y Carlos III significó el fin de una gran ilusión, que provocó una frustración en la conciencia nacional. La conciencia de la crisis del Antiguo Régimen era un sentimiento generalizado en la opinión, aunque inicialmente no se formule como un proyecto revolucionario, si no como un programa de reformas.
A partir de 1808, y en medio de una terrible guerra, especialmente destructora por la naturaleza de su planteamiento estratégico, los poderes constituidos promueven, con relativa eficacia, el triunfo de sus respectivos modelos de organización sociopolítica:
- Los afrancesados, en cuyas filas militan algunos elementos de indudable capacidad, no vacilan en utilizar la posibilidad que Napoleón les brinda para la realización de un programa de reformas que hiciera innecesaria la revolución. Pero la guerra no les permitiría poner en práctica su programa y, cuando llegó la paz, su colaboración con el enemigo los llevaría al destierro, y el desprestigio social los acompañaría de por vida por su colaboracionismo.
- Los liberales, dueños del poder en España en los seis años que duró el conflicto armado, no tuvieron oportunidad más que de promulgar las leyes que desarrollaban los puntos básicos de su programa, e incluso esto de forma incompleta.[1]

En todo proceso revolucionario cabe distinguir tres actividades fundamentales: las que apuntan a la conquista del poder, las destinadas a crear un nuevo régimen y las que tienden a configurar la sociedad sobre bases teóricas distintas a las vigentes.
El primero de estos fenómenos se inicia en España con la formación de las Juntas Provinciales en 1808, aunque que no desarrollaría sus posibilidades hasta la reunión de las Cortes de Cádiz dos años después. La constitución de un poder revolucionario implica la simultánea desaparición del poder constituido. En España el motín de Aranjuez y las abdicaciones de Bayona fueron los elementos decisivos en la crisis de la monarquía, en tanto que la pasividad de las autoridades ante la presencia de los franceses fueron los del gobierno. El vacío de poder resultante facilitaría las iniciativas de las autoridades inferiores (como la del bando del alcalde de Móstoles) y la constitución de instituciones inéditas —las Juntas Provinciales, la Junta Central— que no vacilaron en asumirlo con todas las responsabilidades que implicaba y, una vez conseguido, se negarían a devolverlo a sus antiguos titulares.

## Contexto histórico

### Articulación del poder político en Galicia a comienzos delsigloXIX
A comienzos del siglo XIX en Galicia, como en el resto de España, el poder político,  es decir, el control inmediato de los órganos de decisión política, estaba en manos de las dos clases que tenían el poder económico y social: la nobleza y el alto clero. Se había consolidado, aparentemente, un equilibrio social formado por dos grandes bloques: el de las élites o perceptores de rentas y derechos (nobreza y alto clero) y el de los productores. Una fina tela separaba a los campesinos ricos de los hidalgos, que formaban el primer escalón de la escala nobiliaria. Algunos (pocos) de los primeros, valiéndose de medios legales (comprando la cédula de hidalguía, ganándola por servicios prestados en las guerras, etc.) o ilegales (prescripción de un supuesto título, falsificación de árboles genealógicos, etc.) conseguían traspasar la frontera legal instalándose en la clase superior. Asimismo algunos burgueses, llegados de fuera de Galicia en el siglo XVIII, procuraron demostrar su hidalguía y, de esta manera, acomodarse socialmente en el bloque superior. Mientras esto funcionó, el sistema se mantuvo, y el equilibrio social parecía consolidado. Pero todo esto se vería amenazado a partir de 1808. El equilibrio, aparentemente bien consolidado, se rompió.

### La administración del Reino de Galicia

#### El Reino de Galicia
A principios del siglo XIX Castilla, dentro de la monarquía española, se componía de 18 provincias (Ávila, Burgos, Cuenca, Extremadura, Guadalajara, León, Madrid, La Mancha, Nuevas Poblaciones de Andalucía y Sierra Morena, Palencia, Salamanca, Segovia, Soria, Toro, Valladolid, Zamora e Islas Canarias), 6 reinos (Córdoba, Galicia, Granada, Jaén, Murcia y Sevilla) y un principado (Asturias).
Aunque Galicia ostentaba el título de reino, en realidad (lo mismo que los otros reinos) no era administrativamente sino una provincia más en el conjunto de Castilla, y del Estado. El profesor Barreiro Fernández escribió:

A partir de los Reyes Católicos la historia de Galicia pierde los caracteres de originalidad y tipicidad que la habían distinguido. A la idea de reino de Galicia sucede la praxis de una gran provincia gallega. No es que se dejara de usar la expresión "Reino de Galicia", posiblemente nunca se hizo un uso tan abundante de esta expresión como signo de esa especie de federalismo hispánico impuesto por los Reyes Católicos. Lo que sucede es que Galicia, como Asturias, León, Extremadura o Andalucía, respirarán ya para siempre al ritmo de los pulmones de Castilla.

El Reino de Galicia estaba dividido en 7 provincias, aunque es preciso entender que estas provincias no eran tales, si no las 7 ciudades que tenían representación en la Junta del Reino de Galicia y a las que se les atribuía la representación de un territorio, pero en sus capitales no había ningún órgano de gobierno propiamente dicho, ni gobernadores ni intendentes; el único Gobernador o Intendente residía en la ciudad de La Coruña.
| Provincia | Extensión (km²) |
| --------- | --------------- |
| Betanzos  | 2.433           |
| La Coruña | 768             |
| Lugo      | 8.220           |
| Mondoñedo | 2.021           |
| Orense    | 7.505           |
| Santiago  | 7.020           |
| Tuy       | 1.656           |

Estas ciudades eran las cinco sedes episcopales, y además La Coruña y Betanzos por ser ciudades de realengo, bien situadas geográficamente e importantes por su población y recursos.

#### La presencia del poder central en Galicia
La articulación política del Reino de Galicia se hacía en dos niveles: en el nivel superior estaban los organismos que representaban al poder real (del rey) o central, por debajo del cual se situaban aquellos que, de alguna manera, querían representar los intereses del país.
El Gobernador de Galicia
Desde el año 1480, en que llegó el primer gobernador (Fernando de Acuña), hasta 1834, en que Galicia fue dividida en las actuales 4 provincias, el país estuvo siempre regido por un Gobernador que, al mismo tiempo, era el Capitán General y el Presidente de la Real Audiencia. Esta acumulación de poderes no era meramente honorífica, ya que ...los Capitanes Generales Presidentes de la Real Audiencia pueden llamar y hacer comparecer a los corregidores, alcaldes mayores y demás jueces y ministros e justicia, tanto para instruirse como para corregirles, amonestarles sobre cualquier punto o negocio que importe al Real Servicio y bien del público. lo que implicaba una concepción del poder que podemos calificar de virreinal: el Gobernador resumía todos los poderes y, en ese sentido, era un delegado regio o virrey. En 1808, cuando se produjo la crisis institucional del Estado, el Gobernador de Galicia era Francisco de Biedma. Al hacerse con el poder real (poder verdadero) la Junta Suprema nombró sucesivamente a varios capitanes generales, pero despojados ya en la práctica de los poderes civiles, que había asumido la Junta.
El empleo de Capitán General había aparecido en España durante el siglo XVI, y tenía funciones tanto militares como de gobierno. Desde el comienzo de la época borbónica (1711), se instituyó, por mandato del rey Felipe V, e a causa de la supresión de los virreinos de la Corona de Aragón, la nueva figura como Jefe del Ejército y Presidente de la Audiencia. Con la reforma administrativa de 1835, y debido a la redistribución del territorio en provincias, a cuyo frente estaban funcionarios civiles, el capitán general perdió las funciones gubernativas y quedó como mando supremo de una región militar. Este grado era temporal y su titular (un Teniente General) dejaba de serlo al cesar en el puesto. El cargo desapareció del escalafón activo al mismo tiempo que las Capitanías Generales el año 2002. Actualmente la única persona que ostenta el título es el rey de España.
La Real Audiencia
En palabras del Padre Mariana, las Audiencias eran "una suprema autoridad a propósito de reprimir las gentes, de suyo prestas a las manos y mover bullicios sin hacer caso de las leyes ni de los jueces ordinarios". Pero en la mente de los reyes, las Audiencias fueron mucho más que eso.

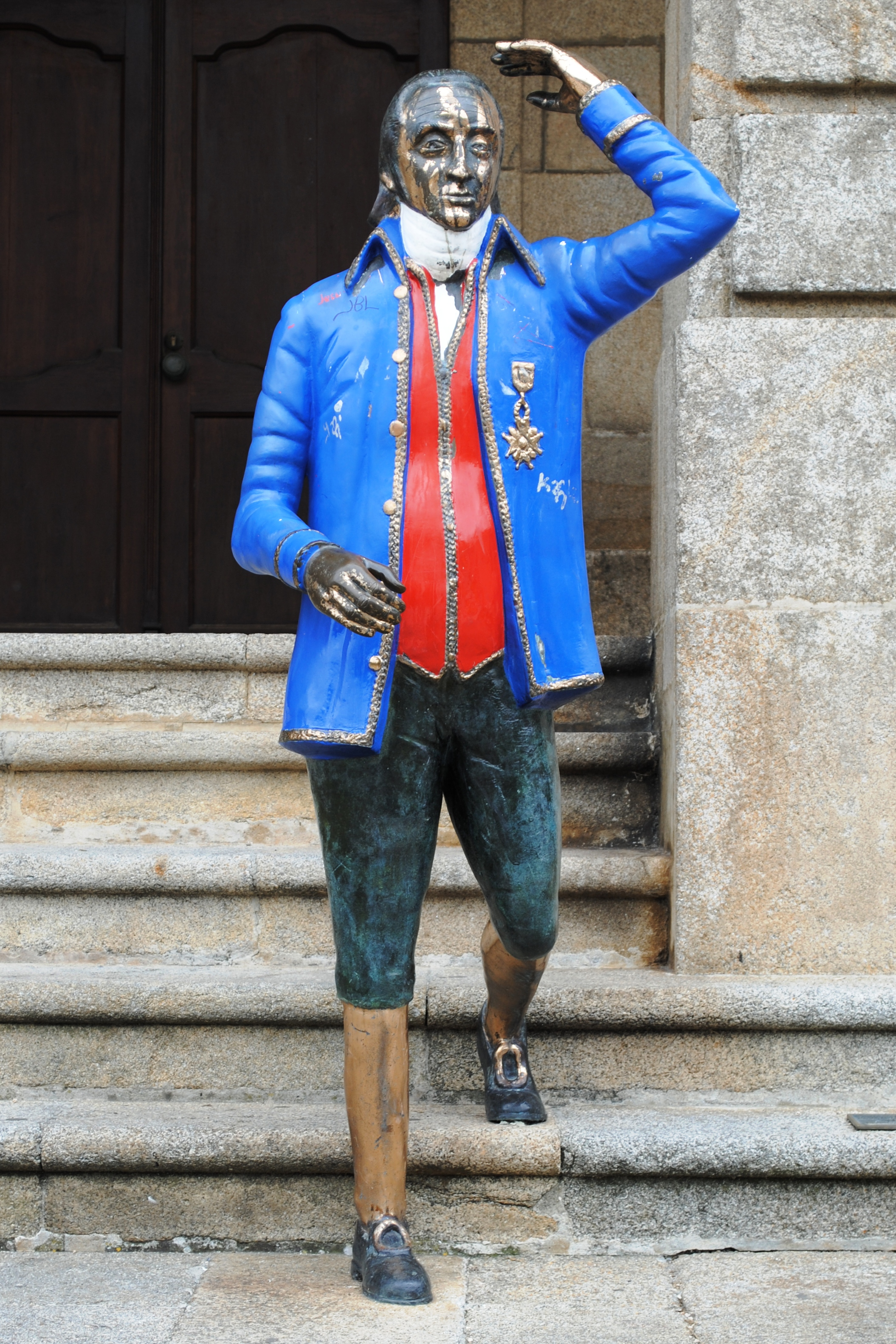
Estatua del marqués de Sargadelos delante de su casa en Ribadeo.

Eran organismos de control social, ya que sus funciones no se circunscribían al ámbito judicial, tenían capacidad para tomar y decomisar fortalezas, para velar por la seguridad pública, para prender delincuentes, para cuestiones de moneda, de caminos, del estado de las cárceles y otros asuntos, aparte de las estrictamente procesales. Con el paso del tempo fueron ampliando sus efectivos, oidores, escribanos y abogados. La de Galicia sirvió a la nobleza no solo en cuanto a que fue pieza apetecida para situar allí a sus miembros, sino también porque sus informes y sus sentencias procuraban favorecer sus intereses. A veces, de forma escandalosa, como cuando los vecinos de los alrededores de la fábrica de Sargadelos, poco tiempo después de su fundación en 1798 (el 2 de febrero de 1809), se amotinaron contra la industria dirigidos por los curas e hidalgos de la zona, destruyendo las instalaciones y ocasionando varios muertos. La Audiencia, en lugar de reprimir severamente a los amotinados, procuró que la Junta, e incluso el Consejo de Castilla, y el mismo rey, los amnistiaran (hay que recordar que el señor marqués era un afrancesado).
Los Intendentes del Reino
En la época de Felipe V se instituyó la Real Intendencia. Para afrontar la situación económica que experimentaba el Imperio español a inicios del siglo XVIII, el rey solicitó asesoría a Francia, que envió a Juan Bautista Orry, el que recomendó, entre otras medidas, la aplicación del régimen francés de intendencias en España. Después de algunos estudios, se decidió introducir el sistema, destinando en un primero momento a estos nuevos funcionarios, los intendentes, la administración financiera del ejército, debido a que el país se encontraba inmerso en la guerra de sucesión española. Los primeros intendentes se remontan a 1711. Primero se nombraron varios funcionarios con el cargo de superintendente general del Ejército, para la sujeción de los territorios conquistados tanto en lo concerniente al ejército como a la hacienda y gasto público. Debido al éxito alcanzado, se consideró entonces otorgarles zonas territoriales, denominadas Intendencias.
El intendente era un funcionario designado por el rey y dependiente de él, que gozaba de amplios poderes y tenía como misión la recaudación de tributos y la dinamización económica, a través del control de las autoridades locales, el cuidado de las Reales Fábricas, el impulso del desarrollo de la agricultura y la ganadería, la realización de mapas y censos, el mantenimiento del urbanismo, etc. Esta figura tenía un sentido centralizador y absolutista, propio de las reformas de la administración introducidas por los Borbones. En 1718, con la "Ordenanza de Intendentes de ejército y provincia" de 4 de julio de aquel año, se regula su ámbito jurisdiccional, convirtiéndose en intendentes de exército y provincia que, en ocasiones, actuaron solo en el ámbito civil como intendente de provincia, otorgándoseles competencias en materia de justicia, hacienda, guerra y policía. Con posterioridad, se les fueron añadiendo facultades en el ámbito económico (agricultura, comercio, industria, transportes) y a veces acumulaban el cargo de corregidor en la ciudad capital de su provincia (intendente corregidor). Por ejemplo, fue la Intendencia la que intervino y medió en el pleito provocado en las rías gallegas por la introducción de nuevos aparejos de pesca por parte de los fomentadores catalanes.
En 1749, el rey Fernando VI reordenó el sistema con una intendencia por provincia, junto con el corregimiento de la capital (cargos que volvieron a separarse en 1766). Cada intendente estaba auxiliado por un teniente letrado o alcalde mayor subordinados, o a veces dos, para el ejercicio de las funciones judiciales.
En muchas ocasiones a los intendentes se les encargaban comisiones especiales para intervenir en cuestiones de contrabando, con lo que con el correr del tiempo este asunto quedó como propio del Intendente. Asimismo, la Intendencia fue comisionada para aprehensiones de desertores y vagabundos (que eran destinados forzosos a la Marina), para que hicieran presión sobre los renuentes a pagar las contribuciones, etc. Finalmente, en tiempos de Carlos III, se les encargó también lo referente a Correos, Caminos y Puertos.
Debido a tan amplias atribuciones, a veces incluso mal definidas, se originaban frecuentes conflictos con el Gobernador, la Real Audiencia e incluso con los justicias de los señoríos y con los corregidores. Para ejercer tan vasta jurisdicción, la Intendencia tenía sus propios tribunales, como se desprende de la Instrucción para el Método y Gobierno de las dependencias Judiciales del Tribunal de la Intendencia del Reino de Galicia, publicada en Santiago en 1739.
Los corregidores
Lo corregidores eran funcionarios reales, instituidos en Castilla por Enrique III, que representaban a la autoridad real en los municipios, gestionaban su desarrollo económico y administrativo, presidían los concejos, dando validez a sus decisiones, y eran jueces en primera o segunda instancia. Los Reyes Católicos, en su afán por uniformizar la administración de la corona de Castilla, mandaron corregidores a las principales ciudades del Reino. De esta forma la institución del corregidor se convirtió, teóricamente, en una pieza fundamental del centralismo de la monarquía absoluta. Pero solo teóricamente porque el hecho de que estos puestos estuvieran ocupados por miembros de la nobleza local, los convertía en instrumentos muy apropiados para ejercer el poder sobre la tierra, manteniendo una política que no coincidía necesariamente con la política central.

### La crisis política en España en el inicio del

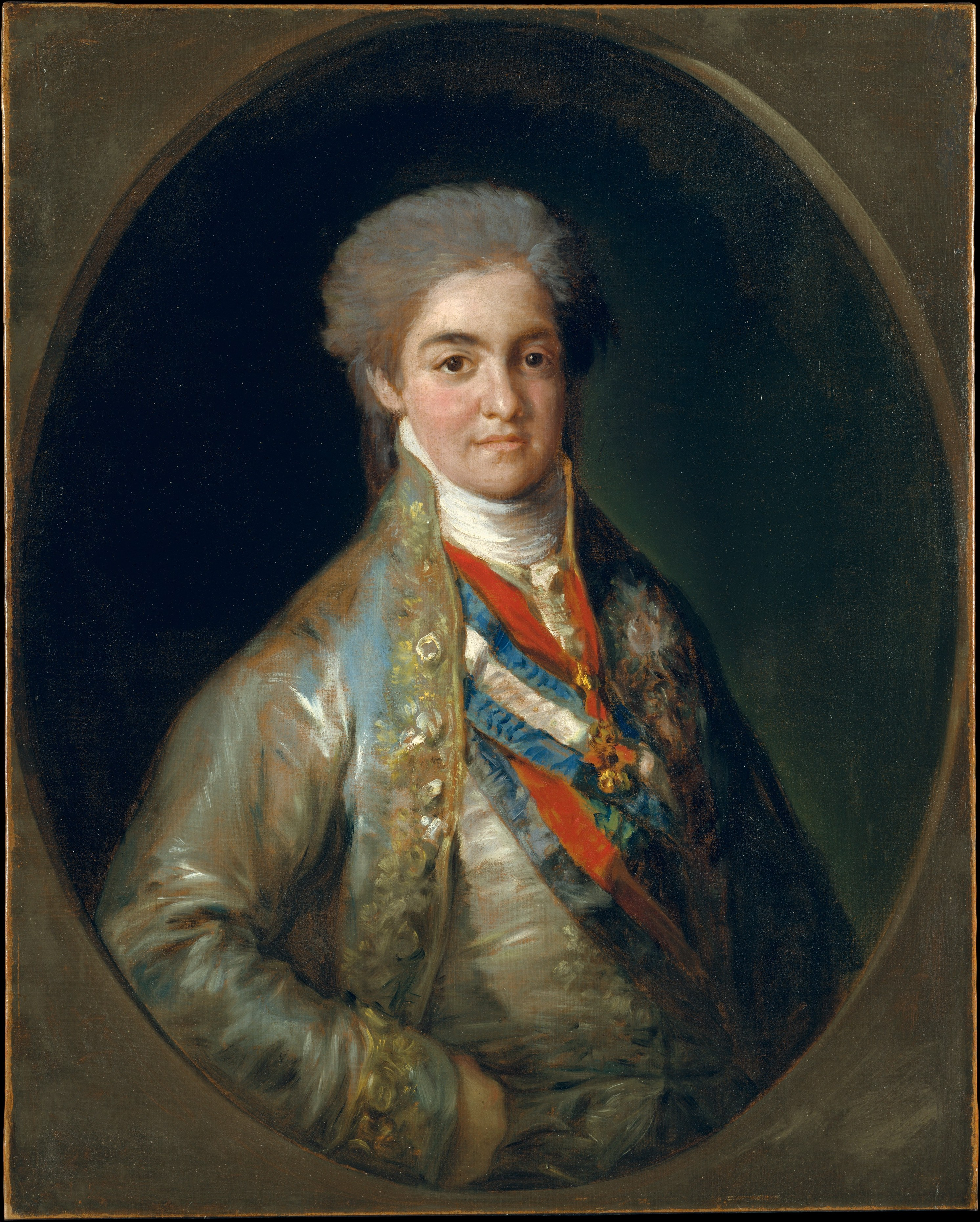
Fernando de Borbón, Príncipe de Asturias, retratado por Goya (1800).

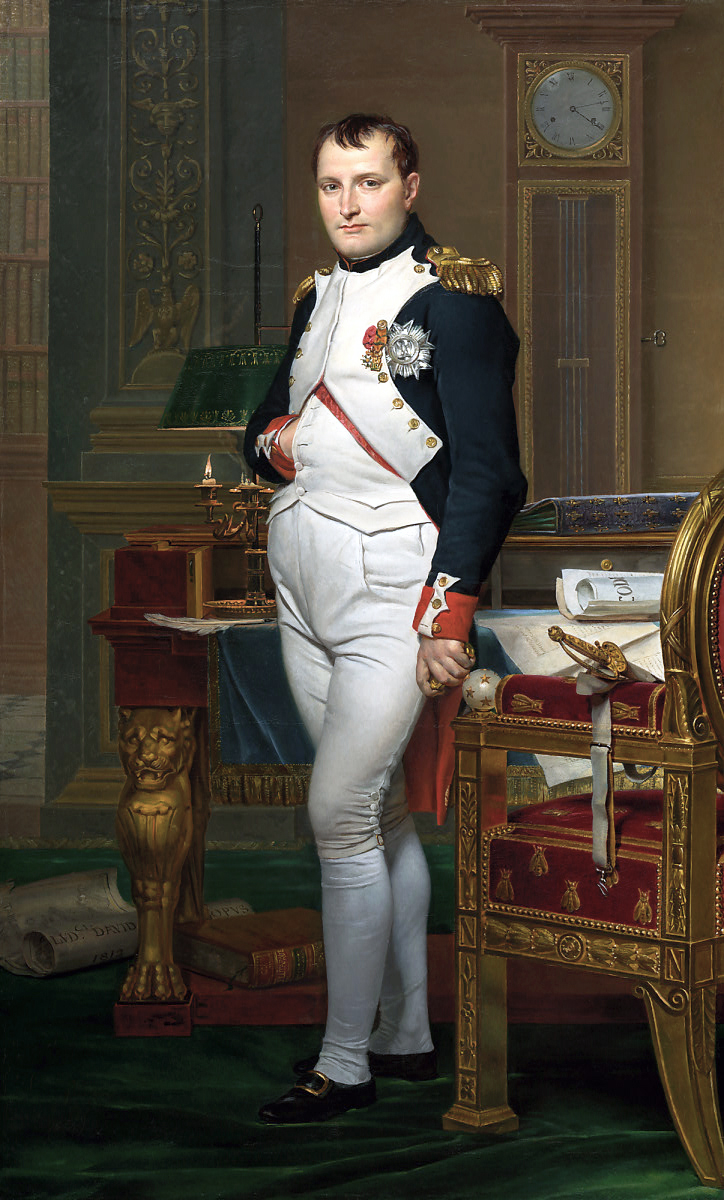
Napoleón Bonaparte en las Tullerías (1810), retratado por David.

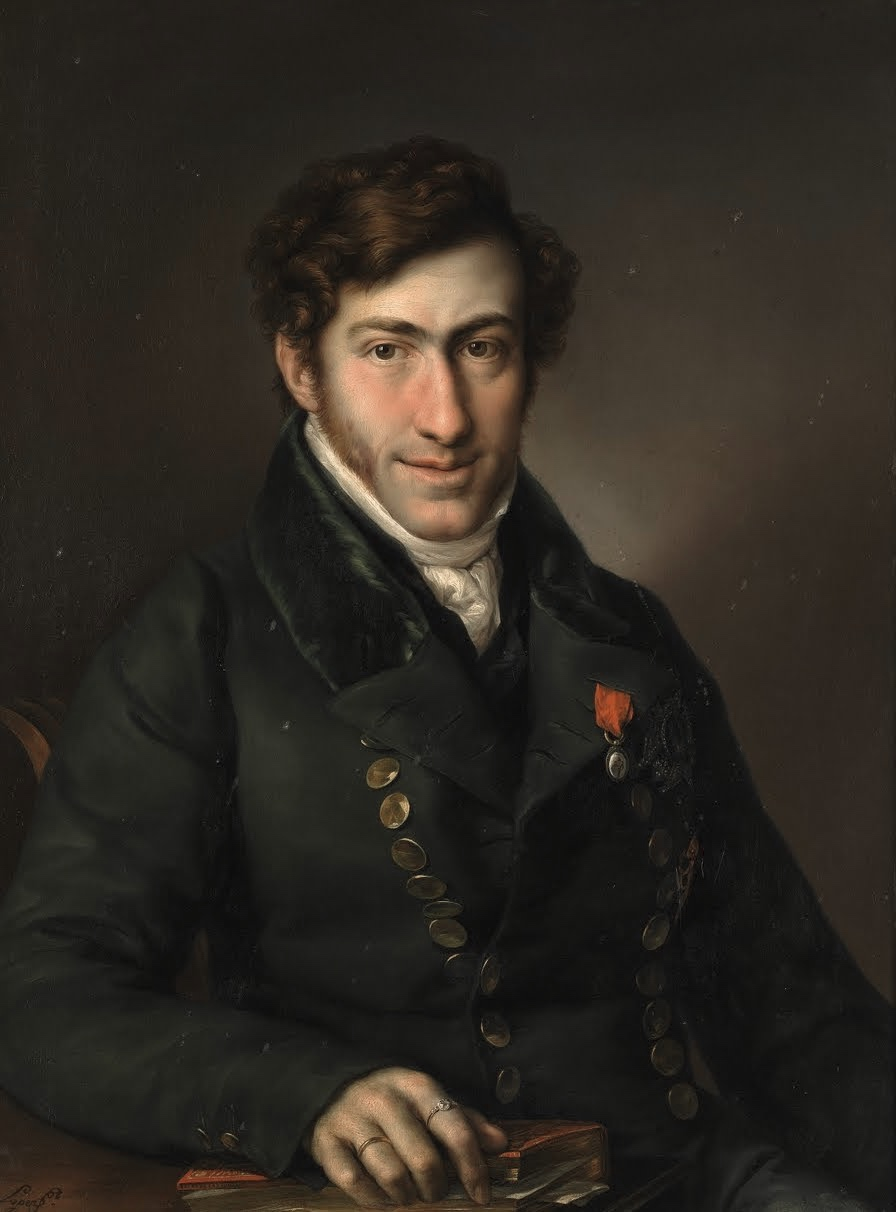
El infante Francisco de Paula de Borbón (1794-1865), retratado por Vicente López.

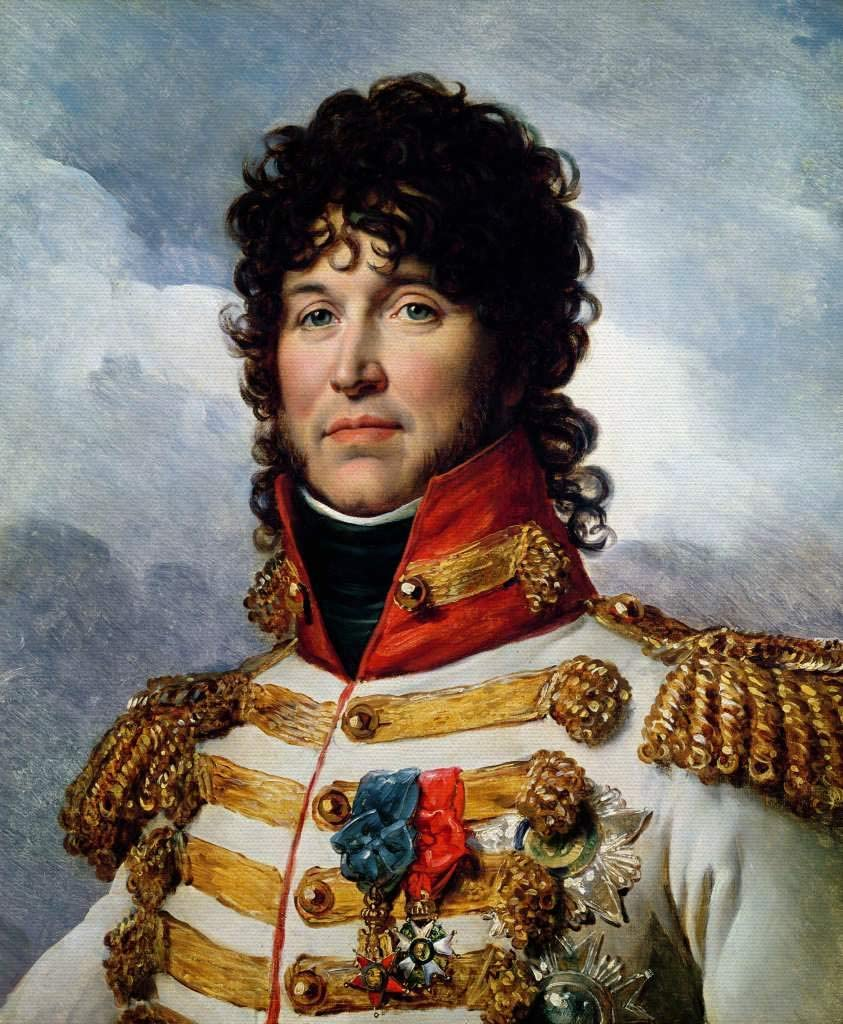
Joaquín Murat, mariscal de Francia, príncipe del Imperio, gran duque Berg, rey de Nápoles en 1808. Retrato c. 1808.

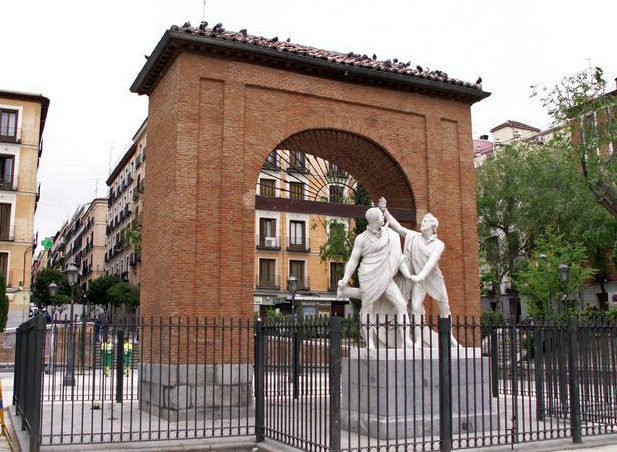
Monumento a Daoíz y Velarde en la plaza del Dos de Mayo de Madrid.

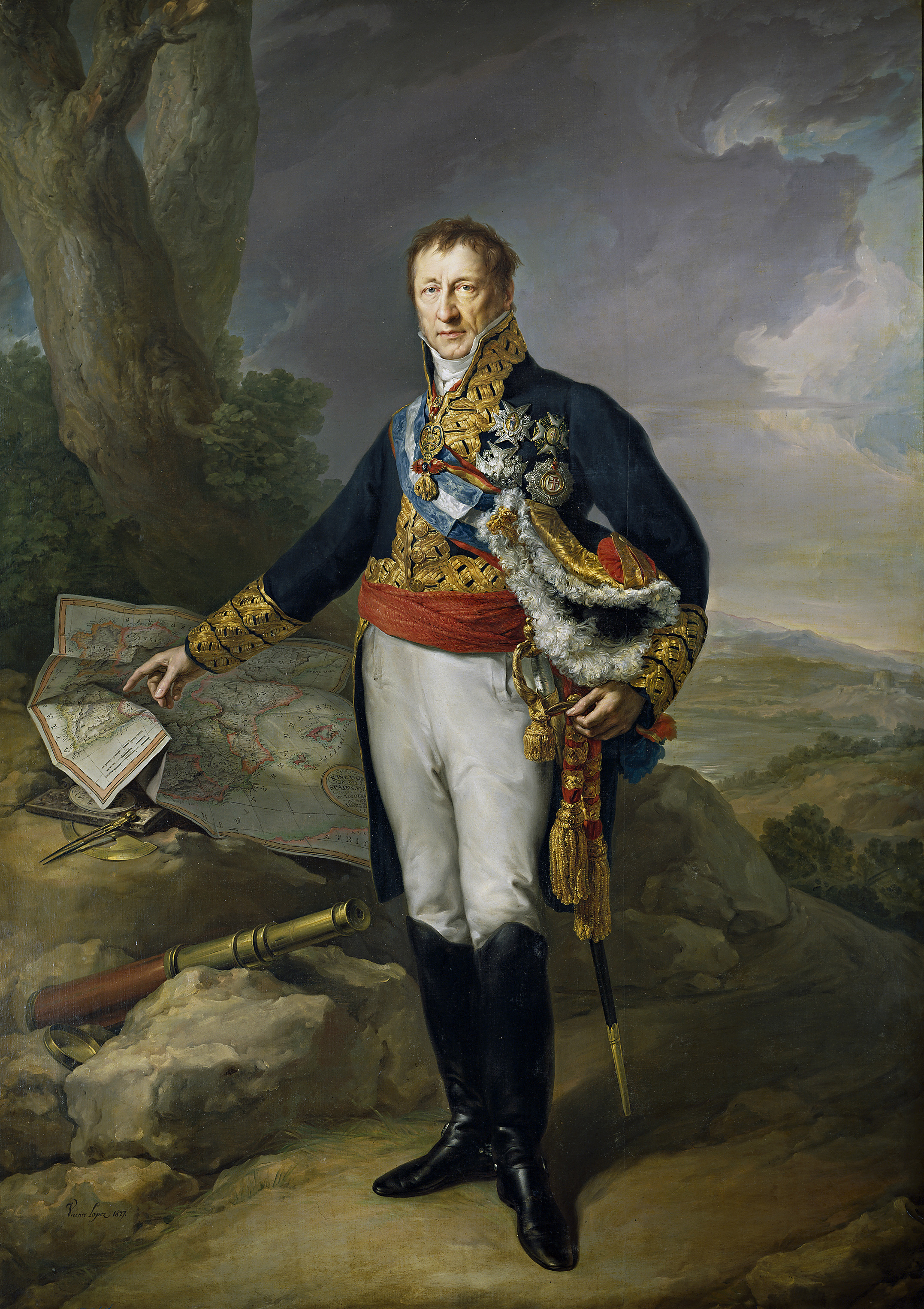
Pedro de Alcántara Álvarez de Toledo y Salm-Salm, duque del Infantado y Presidente del Consejo de Castilla (1808 - 1809).

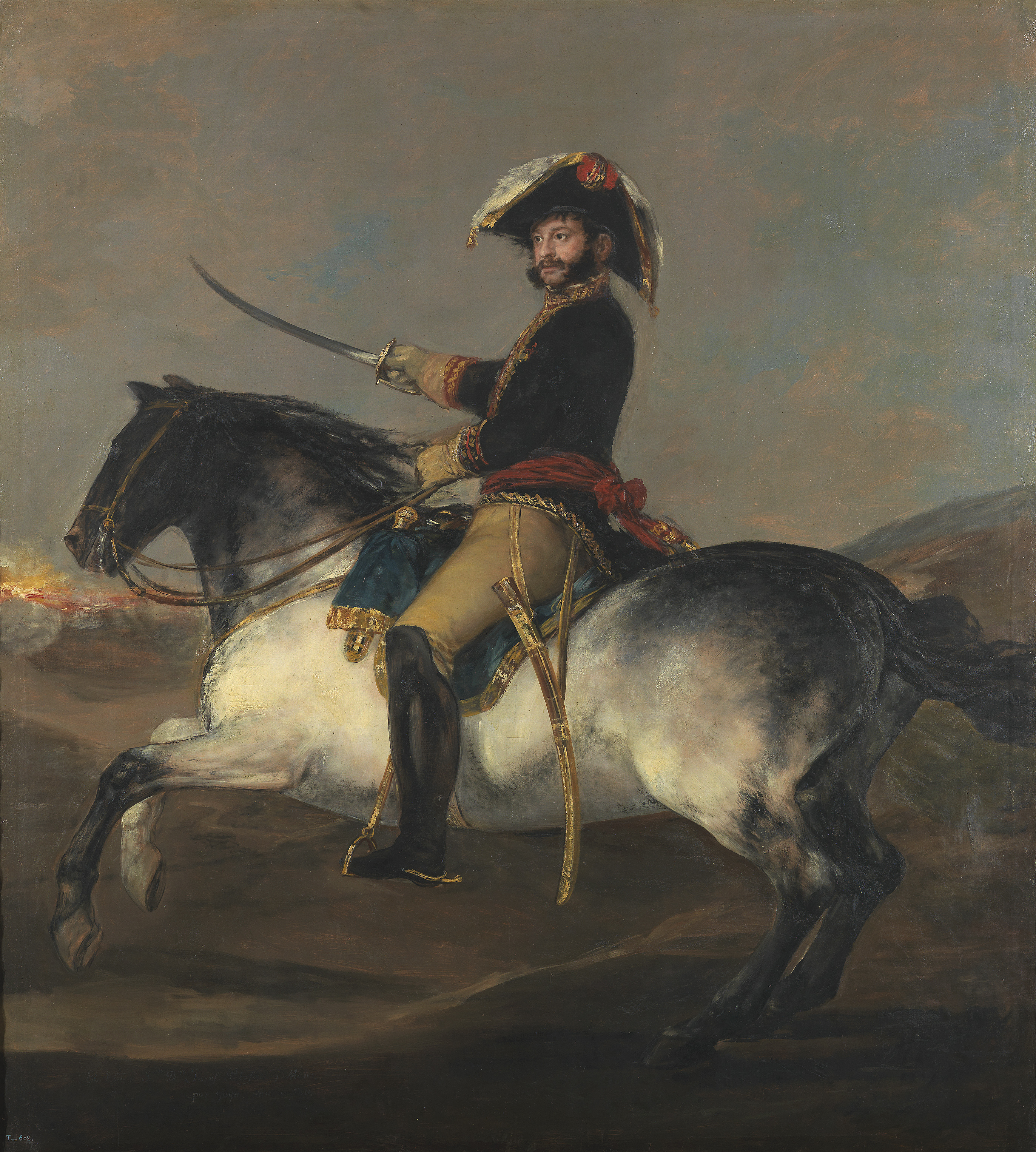
El capitán general José de Palafox, pintado por Goya.

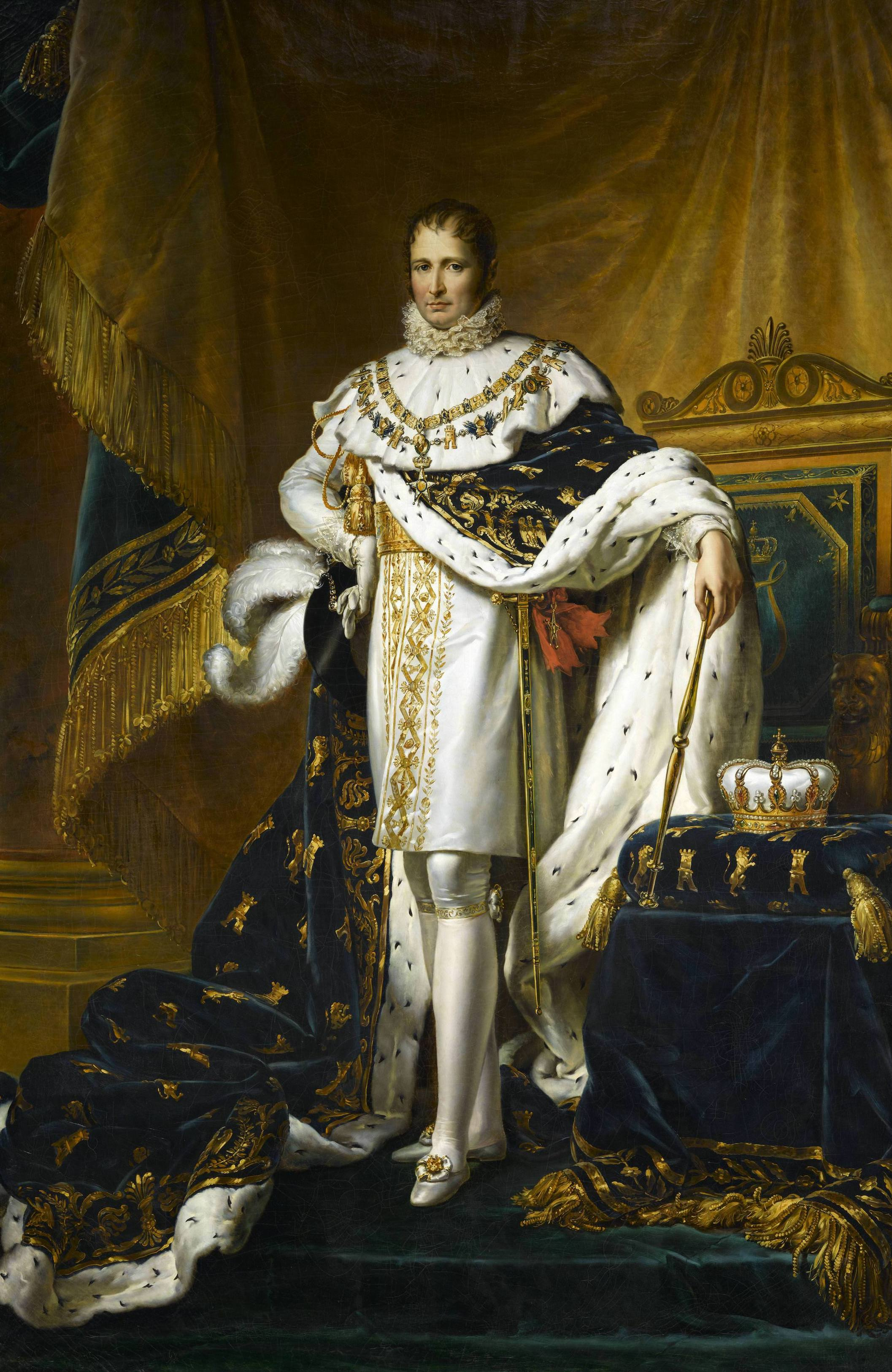
José I Bonaparte, rey de España (1808-1813), retratado por François Gérard (c. 1806).

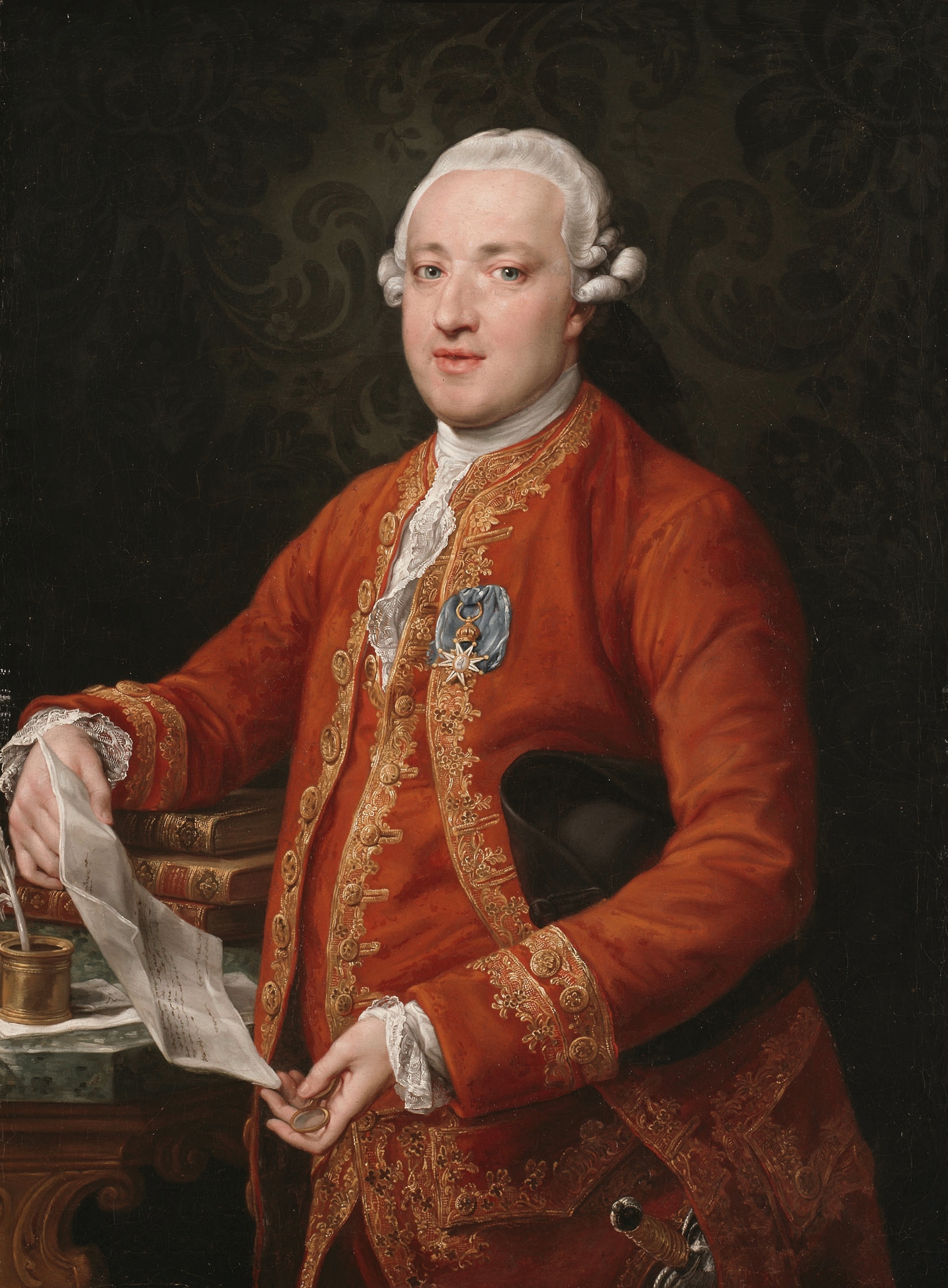
José Moñino y Redondo, I conde de Floridablanca, Presidente de la Junta Central Suprema y Gubernativa del Reino (1808), retratado por Pompeo Batoni c. 1776.

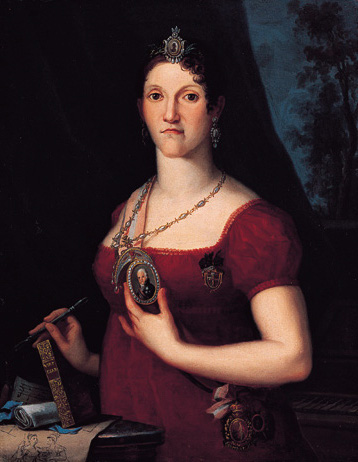
La infanta Carlota Joaquina de Borbón.

### La crisis política en España en el inicio delsigloXIX

#### El motín de Aranjuez
El motín de Aranjuez, que transcurrió entre la noche del 17 y la tarde del 19 de marzo de 1808, fue la culminación de la política personal del príncipe de Asturias quien, merced a una revuelta en las calles, que fuera el resultado de una conspiración, lograría forzar la mano del viejo monarca, su padre, al que pone en trance de abdicar. El procedimiento, por muy popular que fuese el nuevo rey y cualquiera que fuese el odio contra Godoy, no podía dejar incólume el prestigio de la corona. Una vez en el trono, Fernando VII se encontró en una difícil postura debido al inquietante silencio que Napoleón —cuyos ejércitos ocupaban parte de la Península— observaba ante los acontecimientos españoles, llegando incluso a abandonar el territorio nacional para acudir a Bayona para entrevistarse con el emperador.

#### Las abdicaciones de Bayona
En Bayona, Napoleón, cuyos planes en relación con la Península sufrieron un decisivo cambio al tener noticia de la abdicación de Carlos IV, reunió a los monarcas españoles imponiéndoles la renuncia a sus derechos, renuncia que se hizo extensiva a los infantes Carlos (hermano menor de Fernando VII) y Antonio (hermano menor de Carlos IV). Formalmente, Fernando VII le devolvió la corona a su padre que, sin esperar a esta renuncia, ya se había cedido al emperador todos sus derechos al trono de España e Indias.
Esta doble capitulación de ambos monarcas, y las de los infantes, no podía dejar de comprometer el prestigio de la corona, y contribuyó decisivamente al desconcierto de las autoridades establecidas en el país, incapaces de tomar una decisión irreversible —declarar la guerra a Francia— sin haber recibido las órdenes oportunas.
Cuando Fernando marchó hacia Bayona dejó en Madrid una Junta de Gobierno presidida por su tío el infante Antonio, e integrada por cuatro de los ministros de su efímero primer reinado. La imprevisión del monarca al ponerse en manos de Napoleón fue comparable a las limitadísimas atribuciones —materias gubernativas y urgentes— que confirió a la Junta. Pero de hecho, y a pesar de todas las limitaciones, la nueva institución fue la depositaria de una soberanía que no fue capaz de ejercer en los críticos momentos que siguieron al 2 de mayo.

#### Los sucesos del 2 de mayo en Madrid
La Junta fue incapaz de satisfacer los requerimientos populares y, a la vez, mantener las buenas relaciones con los franceses, que le había encomendado conservar el rey antes de su partida, y fue incapaz de evitar la crisis que se avecinaba debido al creciente descontento de la población.
El incidente que desencadenó el estallido de la crisis fue el traslado del infante Francisco de Paula, un adolescente de 14 años. Un pequeño grupo de personas logró impedir el intento, pero la intervención de un batallón de la guardia, que incluso utilizó su artillería contra los amotinados, desencadenó una violenta reacción popular que se extendió a toda la ciudad. Los franceses fueron atacados, y los madrileños, dueños de la calle, trataron de ocupar las puertas de la ciudad para cerrarlas a las fuerzas francesas acampadas a extramuros. Murat pudo desplegar sus tropas, que atacaron a los paisanos. La Puerta del Sol y el Parque de Monteleón se convirtieron en las horas siguientes en los centros de una desesperada resistencia protagonizada por civiles sin otras armas que las que lograron durante el combate, resistencia a la que se sumaron únicamente los artilleros del mismo parque, en el que murieron los capitanes Luis Daoíz y Pedro Velarde y el teniente Jacinto Ruiz, mientras que las restantes fuerzas de la guarnición se mantuvieron acuarteladas en cumplimiento de las órdenes recibidas. La reacción de los soldados imperiales fue muy violenta, asesinado a la gente a ciegas, y a ella siguió una sistemática represión ordenada por Murat.
A partir del 2 de mayo, la Junta de Gobierno, titular del ejercicio de la soberanía, reconocida y obedecida como tal por todas las autoridades del país, entra en crisis, y la dualidad de poderes que coexistían desde la salida del monarca fue liquidada por el duque de Berg, que aprovechó la situación para añadir a su condición de lugarteniente imperial la presidencia de la propia Junta, después de enviar a Bayona al infante presidente, con lo que reunió en su persona la suprema autoridad sobre los españoles y los franceses ocupantes. Las vacilaciones de la Junta y su temor a comprometerse con una iniciativa que desencadenase la guerra, la descalificó a los ojos de los españoles, que buscarían en autoridades de inferior nivel una dirección dispuesta a llevarlos a la lucha contra los franceses.

#### El Consejo de Castilla y la Junta de Gobierno
El Consejo de Castilla se había convertido, a lo largo del siglo XVIII, en la pieza clave del sistema institucional español. El hispanista francés Desdevises Du Dézert lo definió diciendo de él que:

"Era simultáneamente un comité legislativo, un consejo político, el centro de la administración y un alto tribunal de justicia administrativa, civil y penal".

Sin la colaboración del Consejo no era posible manejar el complicado engranaje de la administración española. Pero su actuación en los meses críticos de mayo-junio, bajo la presidencia de Arias Mon y Velarde, se limitó, en el ejercicio de sus funciones gubernativas, al mantenimiento del orden, plegándose en el ejercicio de las funciones legislativas a dar forma legal a la voluntad de las órdenes de los invasores y de la Junta de Gobierno. En ambos casos el Consejo buscaba desesperadamente, frente a las medidas que se le imponen, librar su responsabilidad mediante protestas formales, recurriendo, en otros casos, a negar su competencia para tomar determinadas decisiones. Su manifiesta colaboración con los invasores minará su prestigio, y su influencia, entre los partidarios de combatir a los franceses, que cada día iban en aumento.
Ante la inacción del Consejo de Castilla que, por otra parte, andaba disperso, y de la Junta de Gobierno, instituciones de las que no se recibían en las provincias más que recomendaciones pacifistas en lugar de la esperada incitación a la lucha contra el francés, correspondería a las Audiencias y a los Capitanes Generales, sus presidentes (en las funciones gubernativas), el ejercicio de la soberanía, de la que non quisieran hacerse cargo las instancias superiores. Pero la resistencia de estas a asumirla (cuya primera manifestación debía ser la declaración de guerra a Napoleón) conduce a la ruptura del viejo sistema. Incluso en aquellos lugares donde no había una presencia de franceses, como en Galicia, las autoridades legítimamente constituidas se esforzaron, con todos los medios a su alcance, en mantener el orden público y en evitar cualquier incidente que pudiera incomodar a los invasores.
En contraste con esta política de apaciguamiento surge una presión popular para que se declare la guerra al invasor, sin tener en cuenta el desequilibrio que existía entre las fuerzas armadas de España y las de Francia. Esta corriente de opinión movilizó a amplios sectores de la población hasta el punto de aparecer como unánime frente a la posición contemporizadora de las autoridades. Estos movimientos, para lograr imponer la guerra, se verían obligados a adoptar procedimientos insurreccionales, revolucionarios, sustituyendo las antiguas autoridades por instituciones cuya única legitimidad era la voluntad del pueblo del que surgen.
La larga serie de alborotos y movimientos, a la vez patrióticos e insurreccionales, que tienen lugar en todo el país en los meses de mayo y junio, determinó un cambio radical en la configuración del régimen, de tal modo que al final de un corto período de tan solo cinco o seis semanas ni una sola de las autoridades legítimas continuaba en el ejercicio del poder. Como consecuencia del levantamiento de las ciudades, se constituyeron en todas partes Juntas que asumieron el ejercicio, sin limitaciones, de la soberanía. La Coruña, Oviedo, Valladolid, Badajoz, Sevilla, Lérida y Zaragoza fueron los lugares en los que el levantamiento desembocó en la constitución de Juntas Supremas provinciales que sustituyeron a las antiguas autoridades y promovieron la extensión del movimiento a todas las otras ciudades.
Así, en los primeros días de junio, la Península estaba gobernada de la siguiente forma:
- Hay dos Capitanes Generales, Gregorio García de la Cuesta (de Castilla la Vieja) y José de Palafox (Aragón), que de hecho tienen todo el poder en sus respectivos territorios. Tanto, que el propio Cuesta pretendió ser nombrado regente, lo mismo que el marqués de Lazán, hermano mayor de Palafox.
- Trece Juntas Supremas, cada una de ellas con una dirección colegiada y, dependiendo de ellas, una serie de Juntas de armamento y locales, que reconocen su autoridad.

La antigua administración no existía o, cuando en algunas partes subsistiese, había quedado totalmente subordinada la autoridad de la correspondiente Junta provincial o local, que la ratificara pero recortándole las atribuciones.
El carácter popular del levantamiento hizo que las fuerzas que impusieron la guerra se vieran muchas veces en la necesidad de recurrir a personas de mayor representación, más conocidas, para formar las juntas que, en muchos casos, fueron las mismas autoridades derrocadas las que las integraran en aquellas, aunque, en su nueva función, actuaban no como agentes de la corona, si no como representantes del pueblo.
El resultado más importante que se derivó de los sucesos de mayo-junio fue la traslación del poder a manos de instituciones surgidas del levantamiento popular, fenómeno acompañado del sentimiento de una asunción popular de la soberanía, sentimiento que se ve reflejado en todos los escritos del momento y que tendría una importantísima repercusión en el inmediato planteamiento de la organización política. Los textos al respecto son explícitos y abundantes, pero baste con el ejemplo de la actitud, y el lenguaje empleado, de la Junta Suprema de Galicia:

El Reyno por decreto del día de ayer, acordó, que como Potestad Suprema y Soberana, en representación de su Monarca el Señor Don Fernando VII, preso y detenido en Francia, se le dé el tratamiento de Alteza: Lo que avisa á V.S. para su noticia, y que comunique esta resolución a quien corresponda.
Reyno de Galicia 21 de junio de 1808.

#### La Junta de Gobierno y las Juntas Supremas provinciales
La necesidad de coordinar el esfuerzo bélico (y también la conciencia de la unidad nacional) condujeron a la creación de un gobierno central en un plazo excepcionalmente breve, especialmente teniendo en cuenta los medios de comunicación de la época, y también el pluralismo de poderes que existía. Las Juntas provinciales promovieron, mediante iniciativas desordenadas pero convergentes, la formación de un gobierno nacional, cuya constitución se produjo en poco más de tres meses. Pero la unanimidad en cuanto a la necesidad de un gobierno central se transformó en una pluralidad de opiniones, difíciles de armonizar, a la hora de determinar su composición y sus competencias. Las principales alternativas eran tres:
- los partidarios del establecimiento de una regencia;
- los partidarios de unir en un solo cuerpo de gobierno las viejas y las nuevas autoridades, y
- los más radicales, que se negaban a entregar el poder a los que habían mostrado, en el momento de la invasión, una debilidad que consideraban delito de lesa patria.

Finalmente triunfó el criterio, intermedio, de la Junta de Sevilla, favorable a dejar el poder en manos de representantes elegidos por las Juntas provinciales, aceptándose la propuesta de la de Granada de que fuesen dos por cada una de ellas. Los delegados procedentes del sur, sin esperar a que llegaran los que venían del más alejado norte, decidieron constituirse en Junta Central (su nombre oficial y completo era Junta Central Suprema y Gubernativa del Reino) el 21 de septiembre de 1808. La Junta Central, al margen de las funciones de gobierno, promovió la reunión de Cortes (que serían las famosas Cortes de Cádiz), toleró una muy amplia libertad de imprenta y llevó a cabo una consulta al país, que favoreció la explicitación de toda clase de demandas.

#### La Junta Central
La Junta Central era el único órgano de gobierno supremo de España, pues la monarquía no existía de facto dado que los patriotas no aceptaban a José I (proclamado por su hermano Napoleón como rey de España en julio de 1808), y las viejas autoridades, como el Consejo de Castilla, andaban dispersas. La composición de la Junta ayuda a comprender su política. Su presidente era el conde de Floridablanca, un viejo enemigo de la Revolución francesa. Su elección seguramente se debía al hecho de que había sido la Junta de Murcia la primera en pedir (en julio de 1808) la constitución de la Central. Antaño reformista, los sucesos de la Revolución francesa hicieron que cambiara de forma radical su punto de vista político, convirtiéndose en un reaccionario. Tras el levantamiento contra los franceses, José Moñino (Floridablanca) organizó la Junta Suprema de Murcia, apoyando la candidatura de la infanta Carlota Joaquina de Borbón a la regencia. Inicialmente la Junta Central estaba formada por 24 miembros, que posteriormente pasarían a ser 35. Entre ellos había tres exministros (Floridablanca, Jovellanos y Valdés), cinco grandes de España, tres marqueses, cuatro condes, dos generales, cinco altos funcionarios, cuatro miembros del alto clero y solo dos representantes de lo que pudiéramos llamar burguesía.
La Junta tomó el título de Majestad con lo que, con su mera formulación, salió al paso de las ambiciones de algunos miembros de la familia real, como el citado de la Infanta Carlota. Pero, aislada en Aranjuez, sin contacto con el pueblo o —lo que es más probable— respondiendo a la formación tradicional de sus miembros, cometió el error de volver a convocar al Consejo de Castilla, resucitando así en el órgano prerrevolucionario al máximo enemigo de su propia significación. Fue este uno de los primeros y más graves errores de este cuerpo político que, sin embargo, subsistió a pesar de los manejos del Consejo, y a pesar de que los aliados ingleses presionaban a favor de una autoridad más expeditiva.

## El levantamiento de Galicia

### Levantamiento de La Coruña
La Coruña fue la primera de las ciudades gallegas en levantarse en armas contra los franceses. Según Díaz Otero,

"Aunque son muchos los autores que proporcionan información acerca de los hechos acaecidos en La Coruña durante el mes de mayo, lo cierto es que básicamente hay una única versión de la que muy posiblemente sea responsable el conde de Toreno. Según dicha versión los estados de ánimo empezaron a alterarse con la llegada, en los primeros días de mayo, del oficial francés Mougat, quien había sido comisionado por Murat para inspeccionar los arsenales de fusiles y artillería de Galicia."

"Al parecer, y con el objeto de calmar o sosegar los ánimos, el entonces capitán general interino, D. Francisco de Biedma, decidió instalar unas piezas de artillería delante del palacio de capitanía. Esta medida produjo efectos contrarios a los previstos y sirvió para suscitar recelos de connivencia entre Biedma y los franceses. Comenzaron entonces a aparecer una serie de rumores entre los que destacaba el de que Biedma pensaba enviar a los soldados a Francia y que serían sustituidos por franceses. Además, se haría una conscripción entre los paisanos, por orden francesa, y serían llevados maniatados a Francia. Tal fin atribuían a la visita de Mougat."

Cabe preguntarse si estos rumores y este estado de inquietud estaban, o no, provocados por algún grupo de personas. A este respecto se sabe que un grupo de paisanos se reunía secretamente con oficiales del ejército, reuniones a las que concurrían, entre otros, Manuel Pardo de Andrade y Sinforiano López. Además de estos movimientos, que podríamos calificar de internos, hubo algunos otros externos, que tendrían gran repercusión. Por ejemplo, un enviado de la Junta de Asturias se presentó ante el regente de la Audiencia, Pagola, que, tras ser informado del levantamiento asturiano, dio órdenes al enviado de que marchase inmediatamente de la ciudad (para que no causara ninguna alteración del orden).
Se había producido, asimismo, por aquellos días, la llegada del capitán general Filangieri, que venía con el objeto de apaciguar los ánimos, pero que, con una de sus medidas (el envío del regimiento de Navarra a Ferrol), no hizo más que exaltarlos aún más.

"El momento culminante de la tensión se produjo en la ciudad con la llegada, el 29 de mayo, de un estudiante leonés, enviado de la Junta, con intención de proporcionar noticias de los acontecimientos en su localidad y pedir ayuda al pueblo coruñés. Dicho enviado, tras entrevistarse con el regente de la Audiencia fue, al igual que el asturiano, un auténtico estorbo para las autoridades constituidas que acordaron recluirlo en la casa de Correos. Al enterarse la gente del suceso, acudió a dicho lugar y trató de derribar las puertas. Al momento llegó corriendo el general Filangieri, comenzando a dar bastonazos al pueblo y tropa, que era la primera en la acción".

Estos acontecimientos revelan que la población de la ciudad no confiaba en sus autoridades, creyendo —y posiblemente no sin razón— que tanto las supremas autoridades militares, Filangieri y Biedma, como las civiles, especialmente el regente da la Audiencia, estaban dispuestos a entregarse a los franceses. En estas circunstancias cualquier chispa podía hacer saltar al pueblo, trabajado subterráneamente por Sinforiano López y otros liberales. Y la chispa saltó los días 30 y 31 de mayo.

"El día 30 de mayo, festividad de San Fernando, se congregó un inmenso gentío, compuesto también por mujeres y niños, ante el palacio de Capitanía, donde se encontraba el capitán general, Filangieri, junto con un buen número de oficiales y caballeros de la Audiencia. Ante el aumento de los gritos y de las protestas, bajó el gobernador de la plaza, Alcedo, a conferenciar con la muchedumbre, quien pidió que ondease la bandera, tal y como era costumbre, y que se hiciesen las salvas de rigor. Se accedió a ambas cosas y con ello se logró apaciguar momentáneamente el tumulto.
 Esa misma tarde y ante los rumores esparcidos de que estaban embarcando armas en Ferrol con destino a Francia, se volvió a congregar la gente, que invadió el palacio de Capitanía y apedreó las casas de Filangieri y Biedma, pues se enteró de que aquel había dispuesto el traslado del regimiento de Navarra a la ciudad departamental. A continuación asaltaron el parque de artillería, llevándose los fusiles existentes, repartiéndolos entre todos los allí congregados. Tras sacar en procesión un retrato de Fernando VII, la gente se retiró y de esta forma acabaron los incidentes por ese día".

Efectivamente, después de la pacífica procesión cívica, se acabaron los tumultos del día 30 pero, al día siguiente, se mantuvo la presión popular en la calle. Como las máximas autoridades militares y civiles estaban reunidas en la sede de la Audiencia, nuevamente la multitud, sin duda alentada por Sinforiano López y otros liberales, pidió a gritos que se adoptaran medidas contra los franceses, que se nombraran jefes militares de confianza en sustitución de Filangieri y Biedma, y que se defendiera la religión, la libertad y la patria. Resultado de esta presión fue la constitución de una Junta. Fue así como se levantó en armas a la ciudad de La Coruña, la primera en hacerlo en Galicia, cuando las autoridades, representantes del Antiguo Régimen y muy comprometidas con Godoy, daban muestras de muy poco, nulo, entusiasmo por levantarse contra los franceses. Esta desconfianza, especialmente con respecto al capitán general Filangieri, no abandonó nunca a los gallegos incluidos, según parece, sus propios soldados que, temerosos de que entregara el ejército de Galicia a Napoleón, lo asesinaron poco más tarde. (Véase: Antonio Filangieri).

### Levantamiento de Santiago
El 30 de mayo, y por dos conductos, llegaron a Santiago las primeras noticias del alzamiento popular de La Coruña. En esta última ciudad estaba destacado el P. Conde, vicario del convento de Santa Clara de Santiago y confesor del arzobispo-señor de Compostela, Rafael Múzquiz Aldunate que lo había enviado allí con objeto de seguir de cerca el rumbo que tomaban los acontecimientos. El arzobispo Múzquiz era hombre de Godoy y, posiblemente, dudaba sobre el partido que debería tomar. Tal vez este exceso de precaución ayudó a que se tejiera una leyenda negra en torno al arzobispo sobre su posible connivencia con los franceses. La acusación más grave contra el prelado fue la del conde de Toreno, que escribió que:

"El alzamiento popular de Galicia contra los franceses fue mirado con torvo rostro por el ex ministro de Godoy, D. Pedro de Acuña, y por en Arzobispo. (...) Celosos partidarios del Príncipe de la Paz, asentándose del advenimiento al trono de Fernando VII y trabajaron en secreto y porfiado ahínco por deshacer o embarazar en su curso la comenzada empresa".

Tan pronto como el arzobispo tuvo noticias de los acontecimientos de La Coruña, constituyó una Junta de armamento y defensa presidida por él mismo. Según López Ferreiro, esta junta fue constituida esa misma noche, es decir, la noche del 30 de mayo, lo que significaría que la Junta de Santiago sería la primera de Galicia. Lo que sí es cierto es que, durante esa noche, fueron alertadas varias personas significadas y, bajo la dirección del capitán Armisén, se adoptaron medidas militares, como la incautación de armamento. El día 31 de mayo se congregó una gran multidumbre en la plaza del Obradoiro, que fue arengada por el arzobispo en persona. Al mismo tiempo, las instituciones eclesiásticas (cabildo catedralicio, monjes de San Martín Pinario) se reunieron en secreto para acordar la forma de ayudar al levantamiento. Resultado de estas gestiones fue la entrega inmediata de un millón de reales por parte del cabildo y 300.000 del arzobispo, con lo que la junta podía ya disponer de auxilios inmediatos.

### Levantamiento en otras ciudades y villas de Galicia
Desde el momento en que las dos ciudades más importantes de Galicia en aquella época se alzaron contra el francés se creó una especie de modelo de organización que, en general, fue seguido en las distintas ciudades y villas: los promotores del movimiento estaban pendientes de lo que aconteciera en Santiago y La Coruña; en cuanto llega la posta y reciben la noticia, provocan una especie de acción popular tocando a rebato las campanas de las iglesias, congregando al pueblo ante el ayuntamiento, obligando a las autoridades a pronunciarse delante de la gente y constituyendo de inmediato la Junta.
En pocos días prácticamente toda Galicia se había pronunciado por Fernando VII y contra los franceses. Como ejemplo, podemos leer lo sucedido en Tuy el 1 de junio, al recibirse las noticias de lo sucedido en La Coruña y Santiago de Compostela, relatado en el periódico El Diario de Santiago:

La ciudad llena del más extraordinario gozo se presentó delante del ayuntamiento proclamando a Fernando; con cuyo motivo plausible hubo salvas de artillería y tocó la mayor parte de la noche la música de la catedral.
El Diario de Santiago.

Es de suponer que la ausencia del ejército enemigo facilitaría este entusiasmo popular que, seguramente, no sería tanto si ya estuvieran en Galicia las divisiones de Soult o de Ney.

### La organización del levantamiento
Al alzamiento en cada ciudad o villa siguió siempre la constitución de una Junta, llamada de forma diversa, aunque lo más frecuente es que se denominara Junta de armamento y defensa, encargada de organizar las acciones contra los franceses. En general, las Juntas se constituyeron pactando entre sí las fuerzas sociales más importantes del momento. No hubo un modelo único, por lo menos en un primer momento. A modo de ejemplo, la Junta de La Coruña estaba formada de la siguiente manera:
- Representantes del Ejército, 11.
- Representantes de la Audiencia, 11.
- Representantes de la Iglesia, 9.
- Representantes del Ayuntamiento, 6.
- Representantes del comercio, 3.
- Otros, 6.

A la vista de esta composición está claro que la primera Junta de La Coruña procuró mantener el poder en las manos de los que siempre lo habían ejercido. No hay ruptura: no se daba entrada a los burgueses, que habían sido los que más habían intervenido en los preparativos del alzamiento; no figuraba ninguno de los líderes del momento, como Sinforiano López; de los 46 nombrados, 30 ya pertenecían a la administración, y 9 son miembros del clero, es decir, no se vislumbra ninguna intención de realizar un cambio estructural; eso, vendría después.
En Santiago, sin embargo, la elección de representantes fue obra del arzobispo. Sus 19 miembros se distribuían así:
- Clero, 6. El presidente era el arzobispo, que tenía como vicepresidente a un canónigo.
- Universidad, 3.
- Comercio, 3.
- Hidalgos rentistas, 3.
- Ayuntamiento, 1. (Ya López Ferreiro indicó que la ausencia de regidores del Ayuntamiento podría explicarse por el contencioso pendiente entre Arzobispado y Concejo, aunque que es posible que también se debiera a la desconfianza que algunos miembros del Concejo provocaban en el pueblo.
- Otros (posiblemente militares y jueces), 3.

En Vigo la Junta, titulada subalterna y consultiva, se constituyó de la siguiente forma:
- Militares:
  - Jefes de los cuerpos de guarnición en la plaza.
  - Comandante de Marina.
  - Auditor de Marina.
  - Asesor de guerra.
  - Sargento mayor de la plaza.

- Administración:
  - Administrador de Rentas.
  - Administrador de Correos.
  - Capitán de puerto.

- Nobleza, 2 representantes.
- Comercio, 2 representantes.
- Clero, 1 representante.

En este caso, el predominio del ejército y del funcionariado es prácticamente total.
Que la designación de representantes de estas Juntas fue amañada entre los dirigentes aparece claro en una denuncia presentada por el ayuntamiento de Santiago al gobernador militar de La Coruña. Refiriéndose a la Junta de Santiago pregunta:

"¿En dónde, cuándo o por quién fueron creados sus vocales? ¿Qué hombres buenos electos por las parroquias según práctica establecida y mandada observar, muchos año ha, por el Supremo Consejo han concurrido para hacer su nombramiento? ¿Qué justicia, o qué qué ayuntamiento ha presidido esta creación? ¿Por ventura hubo en un asunto de tanta gravedad otra formalidad, ni otro orden, que el de una simple lista sacada del bolsillo del oficial Armisén, vista de todo el mundo?" 

## La Junta Suprema del Reino de Galicia

### Constitución y composición
La Junta local de Coruña manifiesta, desde el primer momento, su pretensión de convertirse en el núcleo de una futura Junta del Reino. En un comunicado enviado por el presidente de la Junta Francisco de Biedma a las siete ciudades con representación en la Junta del Reino el mismo 31 de mayo decía que:

"no pudiendo por sí solo este pueblo determinar lo que será más útil y conducente al Reyno, ha acordado se junte éste inmediatamente en Cortes en esta capital, y que en su consecuencia nombre V.S. un diputado con poderes ilimitados para resolver en unión todo lo que pueda conducir a la felicidad de Reino".

Es decir, que la Junta de La Coruña, que en realidad era mermente local, es quien convoca a Cortes para consituir unha Junta Superior.
Y aún más: el 2 de junio acuerda lo siguiente:

Ha determinado la Junta, después del más detenido examen, resolver y declararse por Suprema y Gubernativa en el Reyno de Galicia a nombre de S.M. el Señor D. Fernando Séptimo, sin perjuicio de los derechos de dicho Reyno, llegando a juntarse; lo cual se noticie a las ciudades, advirtiéndolas quye no obedezcan las órdenes que se les comunique por el gobierno actual de Madrid, sino las de esta Suprema y l de General en Jefe del Ejército el Excmo. Sr. D. Antonio Filangieri a nombre de S.M. el Señor D. Fernando Séptimo".

Este acuerdo es de la mayor importancia, ya que una junta local, que acaba de convocar a una especie de Cortes de Galicia, sin esperar siquiera a esta reunión, se autoproclama Junta Suprema y Gubernativa de Galicia, y se arroga el derecho a dictar providencias a todas las demás juntas. Lógicamente estas medidas incomodaron a las otras juntas locales, especialmente a la de Santiago, que se sentía preterida (el arzobispo estimaba que el debería que ser el presidente de la Junta Suprema de Galicia), y que siguió ejerciendo por su parte un poder prácticamente soberano, iniciando de esta forma una guerra abierta entre ambas Juntas.

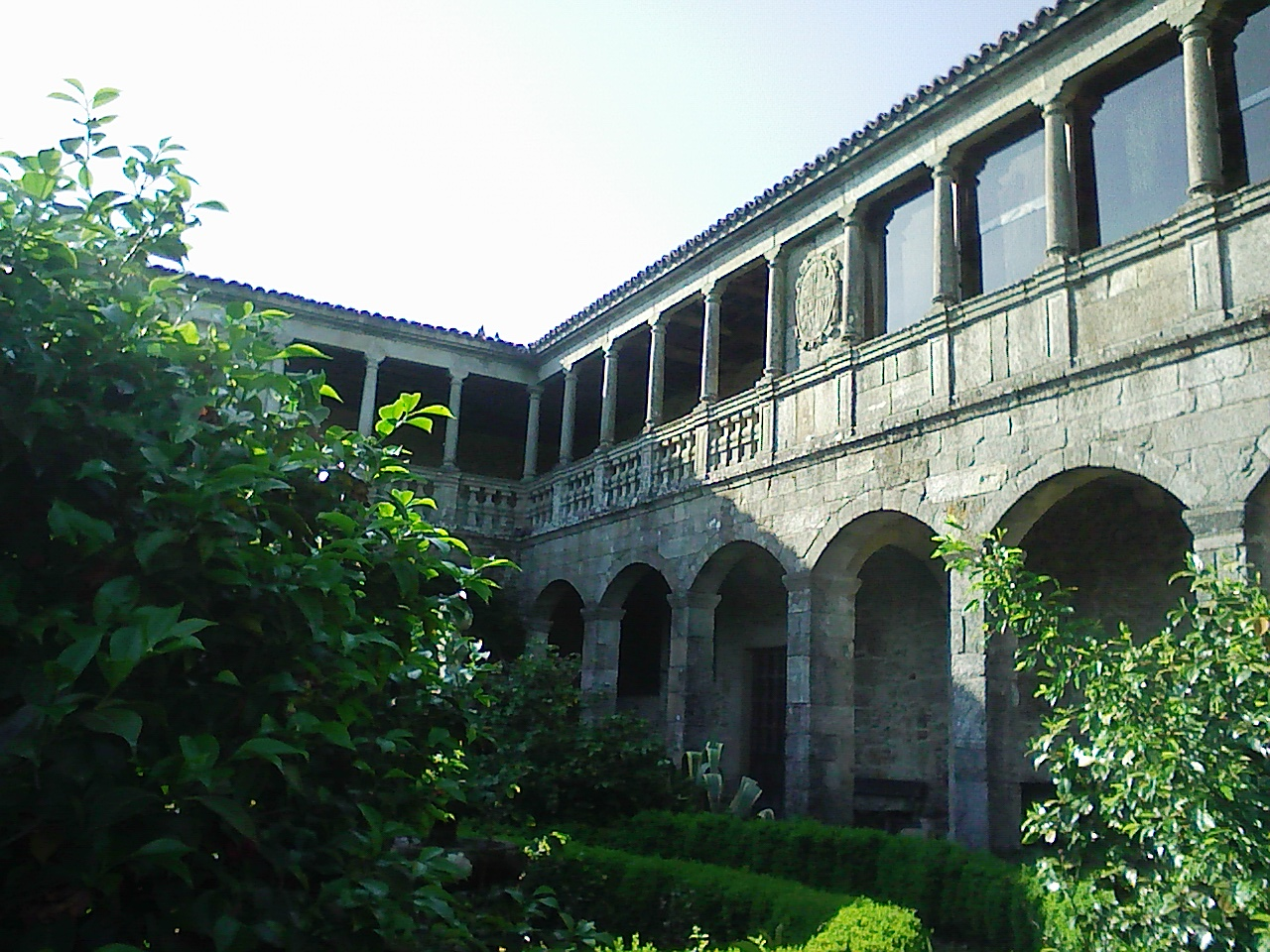
Pazo de Ximonde, en la parroquia de San Miguel de Sarandón, Vedra.

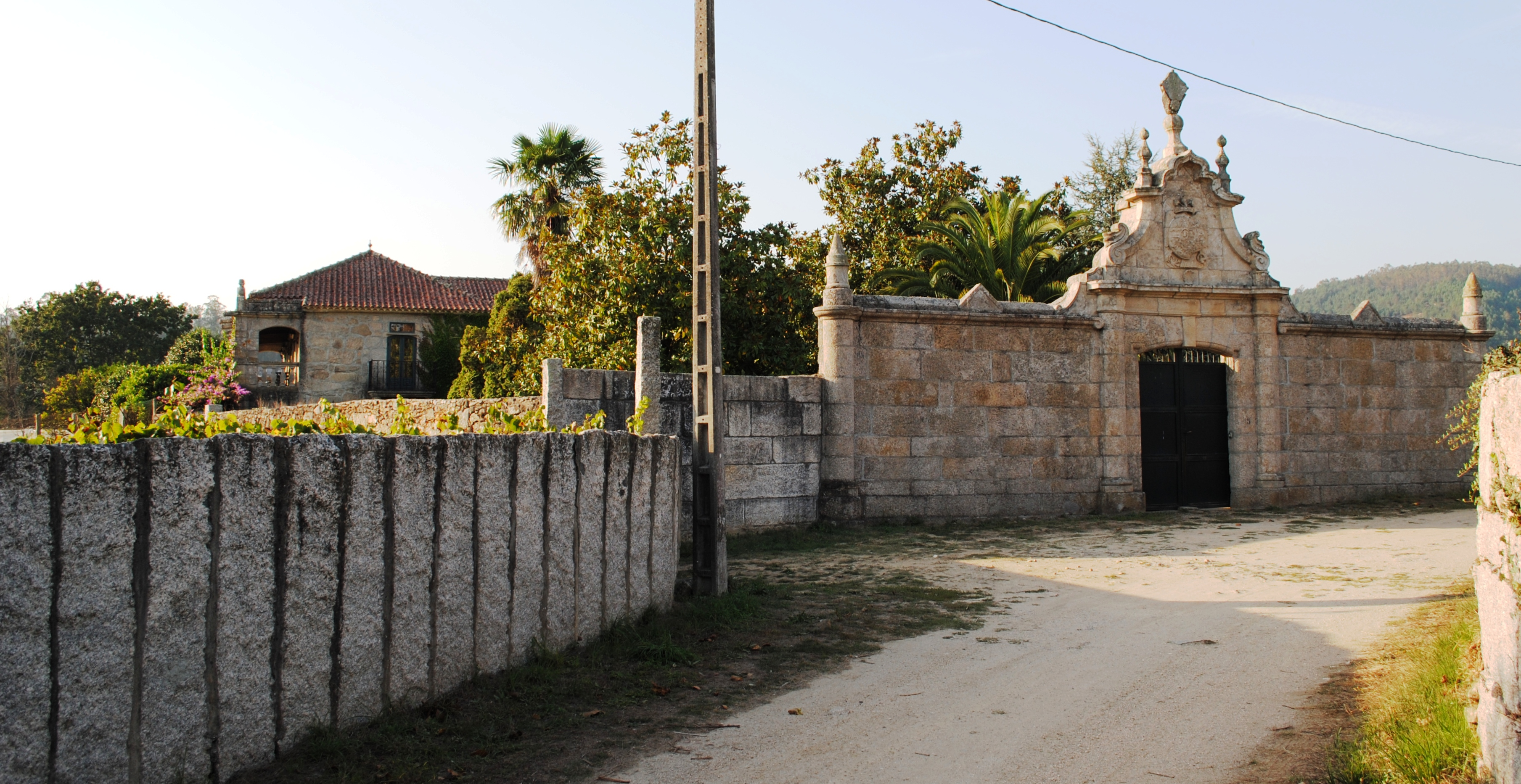
Pazo de Aballe (o Avalle), en el lugar de A Feira, parroquia de Santa María de Salceda, ayuntamiento de Salceda de Caselas.

El día 5 de junio se reunieron en La Coruña los representantes de las siete ciudades con voto en la Junta del Reino, convocada por Biedma el 31 de mayo. La representación de las siete ciudades fue la siguiente:
- Por Santiago: Pedro Cisneros de Castro y Ulloa, conde de Gimonde.
- Por Betanzos: Xosé Quiroga e Quindós, hidalgo (desde 1803) y Coronel del regimiento provincial de Betanzos.
- Por La Coruña: Francisco Somoza de Montesquieu, oidor de la Audiencia del Reino, regidor perpetuo de La Coruña e intelectual ilustrado.
- Por Lugo: José María de Prado Lemos y Neira, regidor de Lugo y Señor da varias jurisdicciones. Más tarde sería nombrado marqués de Hombreiro.
- Por Mondoñedo: Ramón Pardo Montenegro, regidor de la ciudad, Señor de varias jurisdicciones, miembro de la más antigua hidalguía gallega.
- Por Orense: Benito María Sotelo de Novoa, hidalgo y regidor de la ciudad, escritor, y colaborador en periódicos absolutistas.
- Por Tuy: Manuel María Aballe (o Avalle), Señor de Fiolledo.(En 1813 fue diputado a Cortes, destacando por su integrismo político).

Fruto de la primera reunión fue una proclama, firmada el 5 de junio, en la que se reafirmaba en su carácter de soberanas (ante la ausencia de Fernando VII) y declara que los objetivos supremos del alzamiento eran la defensa de la religión, de la patria y de las vidas y haciendas del pueblo.

### Actuaciones de la Junta
La Junta Superior estuvo vigente hasta la llegada de los franceses a Galicia, en enero de 1809 y, en este corto período de tiempo, apenas seis meses, efectuó diversas e importantes actuaciones, que podemos reunir en tres capítulos:

#### Militares
La Junta asumió el alto poder militar aunque que, como es natural, lo delegó en una Junta de Guerra constituida por militares. Pero fue la Junta la que promovió los alistamientos, voluntarios y forzosos, efectuando un reparto más o menos proporcional de los efectivos según la población de cada provincia. Según este, correspondían a cada provincia:

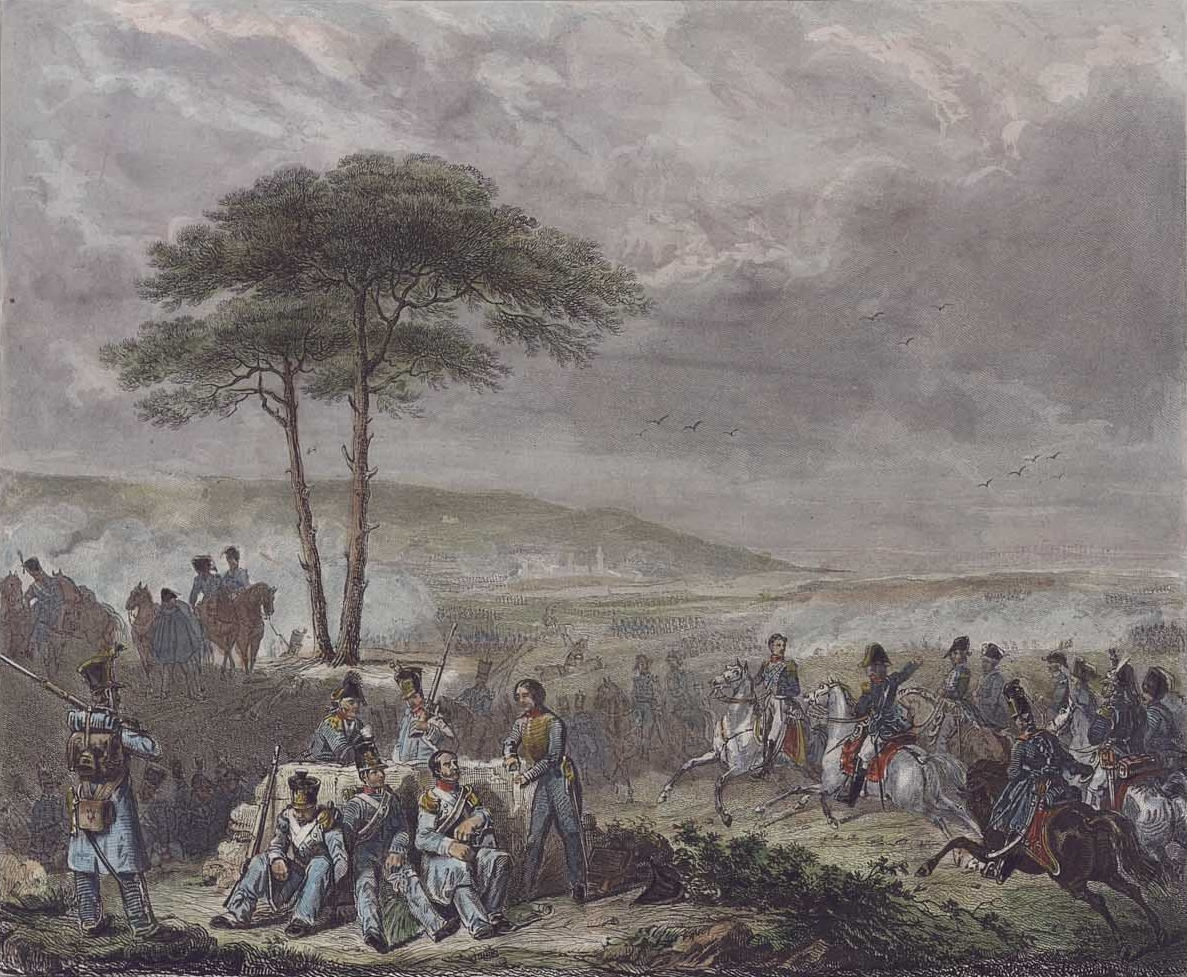
La Batalla de Elviña.

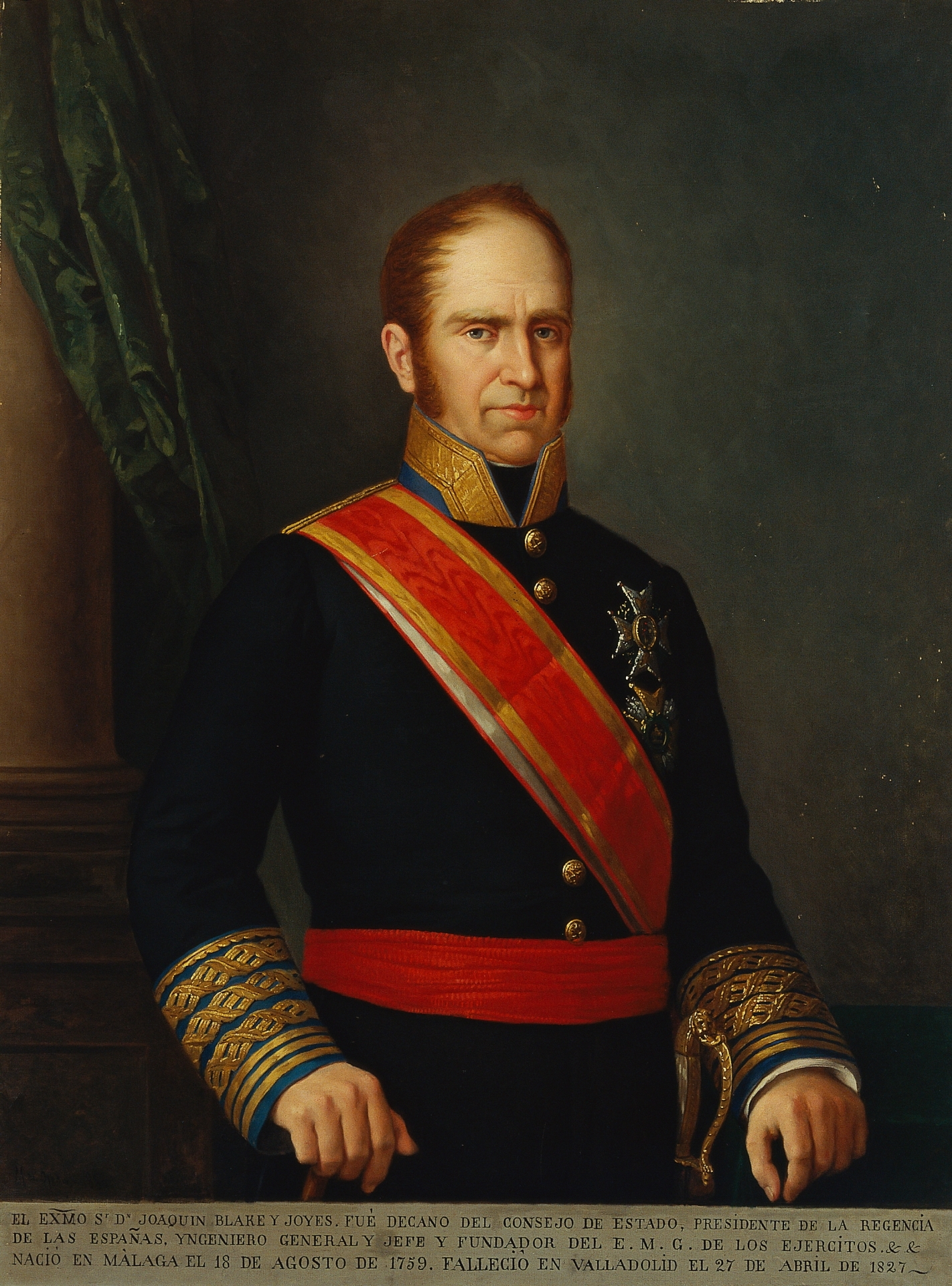
El capitán general Joaquín Blake.

| Provincias                   | Hombres |
| ---------------------------- | ------- |
| Santiago                     | 13.333  |
| Lugo                         | 6.666   |
| Orense                       | 6.666   |
| Betanzos                     | 3.611   |
| Mondoñedo                    | 3.611   |
| Tuy                          | 3.611   |
| La Coruña                    | 2.502   |
| Total en el Reino de Galicia | 39.400  |

El espíritu militar que, como se vería poco después, durante la guerra, animó a la población gallega, no debía estar muy arraigado en junio de 1808, ya que muchos de los llamados a filas procuraron escapar de la patriótica llamada empleando los más variados métodos, incluso la automutilación, como se deduce de un documento militar de la época:

..."que destinen al Regimiento de Artillería a todos los mozos a quienes falte el dedo índice como pena del enorme delito que han cometido de procurar hacerse inútiles para el Real Servicio".

Además de esta labor de reclutamiento, hay que destacar que la Junta se reservó el nombramiento de los mandos, por lo menos de los superiores, como lo demuestra la sustitución de Filangieri por Blake.
Le correspondió también a la Junta todo lo referente a la intendencia del ejército y la organización de cuerpos como el de reserva o el de las Milicias Urbanas.

#### Hacendísticas
Durante su actuación, la Junta no hizo reformas sustanciales en el sistema contributivo. Tampoco creó un plan racional y extraordinario de recaudación de fondos. Simplemente prefirió basarse en tres capítulos:
- Cobranza de los impuestos tradicionales.
- Administración de las rentas procedentes de los bienes incautados a las personas huidas, o que fueron acusadas de afrancesadas.
- Administración de donativos internos y externos.

Aunque no se pueden cuantificar las entradas y salidas de dinero durante el período de gobierno de la Junta (del 5 de junio de 1808 a enero de 1809), sí es posible enumerar algunos capítulos importantes:
- Inglaterra: préstamo de más de 30 millones de reales.
- El clero participó voluntariamente con una serie de donaciones importantes:
  - Cabildos de Galicia: unos 2 millones y medio de reales.
  - Monasterios: más de un millón.
- Instituciones:
  - Real Consulado: más de 300.000 reales.
  - Universidad de Santiago: más de 300.000 reales.
- Particulares: casi un millón de reales.[44]

#### Política internacional
La Junta, como depositaria de la soberanía, se comportó hacia el exterior como un reino independiente. Envió a Portugal al brigadier Genaro Figueroa, con poderes y acreditaciones, para que contactara con los patriotas portugueses ya en guerra con los franceses. El resultado fue un pacto firmado en Oporto el 4 de julio de 1808 cuyo preámbulo rezaba:

"Artículos preliminares de una nueva y perpetua alianza ofensiva y defensiva entre las dos naciones española y portuguesa, justada por los dos poderes reales, actualmente existentes, en la soberanía de España, representada en el Gobierno de Galicia, en nombre de su Augusto Soberano D. Fernando VII, y la Junta del Supremo Gobierno, instituida en la ciudad de Oporto en nombre del príncipe Regente de Portugal".

En el pacto, se acordaba luchar por la restitución de la soberanía a sus legítimos monarcas, expulsando a los franceses. Galicia se comprometía a ayudar al ejército portugués hasta "arrojar (...) la tiranía francesa". A su vez Portugal se comprometía a ayudar a España cuando se viese libre. Se solicitaba a Inglaterra que garantizase el pacto. Fue firmado, por parte portuguesa, por el obispo de Oporto como Presidente de la Junta de Gobierno establecida en esa ciudad, y por parte de España por el brigadier Figueroa. Aunque la Junta del Reino de Galicia actuaba como soberana, no era su intención, evidentemente, declararse como país independiente, sino que lo hacía en cuanto a que consideraba que era posiblemente la única parte libre de España, en ese momento ocupada casi por completo por un ejército extranjero. Es decir, la Junta de Galicia consideraba que, en ese momento, representaba la soberanía española.
El otro frente de actuación de la diplomacia gallega fue Inglaterra. El 16 de junio de 1808 fueron designados como representantes o embajadores de la Junta ante la corte de San Jaime Joaquín Freire de Andrade y Francisco Bermúdez de Castro y Sangro:

"El Reyno de Galicia congregado en la ciudad de La Coruña por medio de sus representantes ha reasumido en sí la Soberanía y toda la Autoridad Suprema de su Rey el Sr. D. Fernando VII, por su ausencia y detención en Francia, habiéndose declarado independiente del actual Gobierno de Madrid. Quedan con las armas en la mano sus hijos y envía al caballero D. Francisco Sangro como su enviado para los objetos de que V.E. quedará instruido".

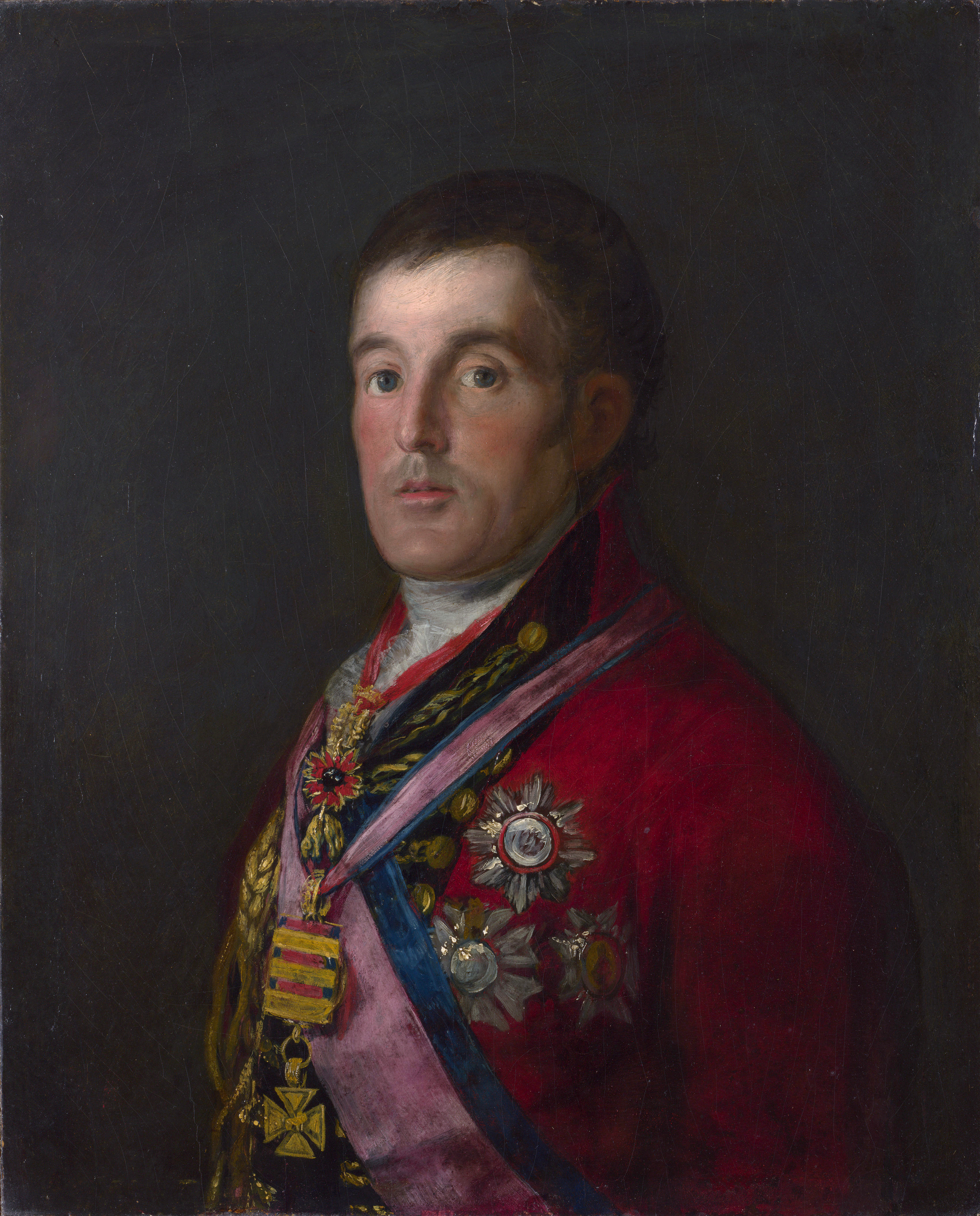
Sir Arthur Wellesley, I conde de Wellington, por Goya (1812).

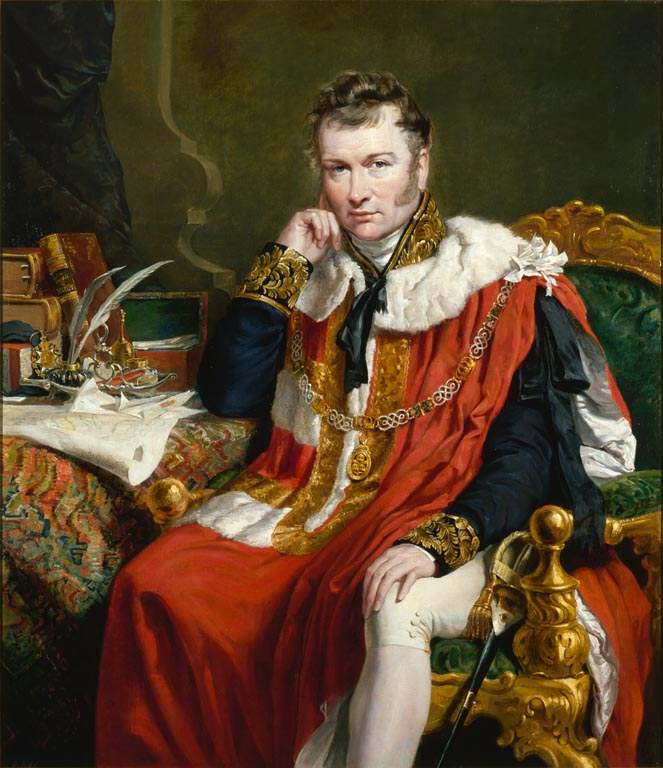
Lord Stuart de Rothesay (Sir Charles Stuart) retratado en 1830.

Las peticiones que el reino de Galicia transmitía por medio de su delegado al Reino Unido eran las siguientes:
- Apoyo militar a Portugal.
- Auxilios de municiones, víveres y dinero.
- Libertad de comercio desde Galicia a América del Sur, ya que a causa de la ocupación de España por Francia, Inglaterra había puesto cerco al comercio que saliese de los puertos españoles o entrase por ellos.
- Libertad para los presos españoles en Inglaterra.
- Posibilidad de que volviera a Galicia el ejército que, al mando del marqués de La Romana, estaba en Dinamarca.

La respuesta del gobierno inglés fue plenamente satisfactoria, ya que se comprometió a enviar a Portugal un ejército al mando del general Wellesley, e obligó a transportar el ejército de Dinamarca, liberó a los prisioneros, aseguró la libre navegación y comenzó a enviar municiones y dinero, desplazando a Galicia, además, a Sir Charles Stuart con carácter oficial de embajador. Los envíos de dinero tenían, naturalmente, varias contrapartidas. Además de la libertad de comercio que consiguió Inglaterra a partir de ese momento, que facilitó la entrada masiva de lienzos ingleses con notable perjuicio para la burguesía gallega, las remesas de dinero, sin intereses, estaban bien aseguradas. En un documento fechado el 29 de julio de 1808 y transcrito por Díaz Otero podemos leer las condiciones del préstamo:

"El Reyno de Galicia, Potestad Suprema y Soberana de él, en nombre de S.M. el Sr. D. Fernando VII, su rey legítimo (...) preso y detenido en Francia (...) declara: Haber recibido de S.M. el Sr. D. Jorge III, rey del Reino Unido de la Gran Bretaña, Escocia e Irlanda, por entrega de su enviado Extraordinario el Caballero Don Carlos Stuart arribado a este puerto en la fragata Algimene, la cantidad de ochocientos treinta y ocho mil ochocientos ochenta y tres y tres cuartos pesos fuertes, moneda de cuño español (...) que ha tenido la generosidad de prestarle sin interés y con calidad de reintegro (...) constituye todos los Estados de esta Monarquía, su Patrimonio Real y Rentas por garantía, obligación e hipoteca general (...) y señaladamente las de este Reyno de Galicia, y por hipoteca especial asigna las rentas del tabaco y la sal de este mismo Reyno y las contribuciones impuestas o que se impongan en lo sucesivo".

Del éxito de la embajada gallega se hace eco el historiador conde de Toreno:

"De Inglaterra llegaron también a Galicia prontos y cuantiosos auxilios. Su diputado D. Francisco Sangro fue honrado y obsequiado por aquel Gobierno, y se remitieron libres a La Coruña los prisioneros españoles que gemían hacía años en los pontones británicos. Arribó al mismo puerto Sir Charles Stuart, primer diplomático inglés que en calidad de tal pisó el suelo español. La Junta (de Galicia) se esmeró en agasajarle y darle pruebas de su constante anhelo por estrechar los vínculos de alianza y amistad con S.M.B".

### Relaciones con otras Juntas españolas
Así como se enviaron embajadores a Portugal e Inglaterra, la Junta también envió un delegado para que contactase con las principales Juntas de España. Fue elegido para esta delicada misión (ya que se trataba, por un lado, de evitar las suspicacias de las demás juntas, pero también hacer notar que la de Galicia estaba más organizada que las otras) el teniente coronel Manuel Torrado, que salió de La Coruña el 24 de junio y visitó Cádiz, Sevilla, Cartagena, a un delegado de Cataluña que estaba en esta ciudad, Murcia y Valencia, entrevistándose también con las autoridades militares inglesas en Gibraltar. Regresó a La Coruña en el mes de septiembre del mismo año.
Por otra parte, y ya desde el primer momento, hubo relaciones continuas con las Juntas de Asturias y León. La presencia de franceses en esta última provincia determinaría que la Junta de Galicia apoyara por lo general las peticiones de la Junta de León de auxilios de municiones, hombres y dinero, ya que la mejor defensa de Galicia era la contención del enemigo en aquella provincia. En cierta manera fueron estas juntas las que sembraron la idea de una Junta Central, de la que sería un precedente el Tratado de Unión entre los reinos de Castilla, León y Galicia, firmado el 10 de agosto de 1808.
Los principales puntos establecidos en este tratado eran los siguientes:
- Reconocimiento de la soberanía de Fernando VII.
- Compromiso de seguir la guerra contra Napoleón.
- Mantenimiento de las leyes vigentes.
- Los negocios serían decididos por los magistrados públicos, conforme a la ley y a la tradición.
- En ausencia del rey, toda la autoridad quedaba en la Junta Soberana. Esta Junta estaría formada de la siguiente manera:

- Los 7 representantes de las 7 ciudades de Galicia con voto en la Junta del Reino, más el obispo de Orense y otras tres personas por designar.
- Representando a Castilla y León estarían 3 individuos de las Juntas de cada uno de los reinos, uno por cada provincia de estos, y Antonio Valdés.

- Habría un presidente rotatorio con mandatos mensuales.
- La sede de la Junta sería inicialmente la ciudad de Lugo.
- Las deudas y los sacrificios serían compartidos por los tres reinos.
- Se invitaba a los demás reinos a unirse.

Pero la aparición de otro proyecto que cuajaría en la Junta Central hizo ineficaz este tratado que, en la práctica, solo funcionó para plantear el asunto de la integración, o no, en esta Junta Central y, después, para designar los representantes de los tres reinos en ella (por Galicia fueron nombrados el conde de Gimonde y Manuel María Avalle.

## La Junta de Galicia y Ultramar
González López da la noticia del nombramiento que la Junta Suprema del Reino de Galicia hizo de Pascual Ruiz Huidobro,
teniente general, como Virrey del Plata. El nombramiento lleva fecha del 23 de agosto de 1808. En efecto, la Junta de Galicia, al tener conocimiento de la destitución del virrey Sobremonte, nombró para que ocupara su puesto a Ruiz Huidobro, al que envió a Buenos Aires. Huidobro logró sortear con éxito las intrigas de la Infanta Carlota Joaquina de Borbón (que aspiraba a que la eligieran reina de Argentina, Perú y Chile), que intentó enviarlo de regreso a la Península. Pero, al llegar, se encontró con que el cabildo había nombrado ya a Liniers, que se negó a entregar el mando al recién llegado. Consciente de que su nombramiento no era mucho más regular que el de Liniers, se contentó con el cargo de inspector de armas del virreinato.
Evidentemente, parece que la Junta se había tomado muy en serio su condición de soberana.

## Disolución de la Junta Suprema

### Las nuevas autoridadesafrancesadas
La invasión de Galicia por los franceses y, sobre todo, la ocupación de la ciudad de Coruña, significó la disolución de la Junta Suprema del Reino de Galicia, que tenía su sede en aquella ciudad. A partir de ese momento se produce una duplicidad de poder. En las ciudades y villas dominadas por los franceses se nombraron regidores y jefes de policía afectos al poder francés. En las zonas no ocupadas, o no dominadas, siguieron ejerciendo el mando las autoridades anteriores que, en muchas ocasiones, fueron el germen de la contestación a los franceses e incluso, en algún caso, los que programaron el alzamiento en armas.
Una vez más se verificaba el proceso de selección del poder que tiene lugar en las grandes conmociones políticas. Las comunidades, en esas circunstancias, encuentran un líder, un jefe que acapara todo el poder: militar, administrativo, e incluso judicial, sin necesidad de leyes o reglamentos, llegando a dictar sentencias de muerte contra los traidores y los espías.
Es preciso decir que las autoridades nombradas por los franceses no funcionaron, bien sea por escaso celo, bien por la resistencia de los subordinados o bien por carecer de suficiente poder coercitivo. Solo en alguna ciudad, como Santiago, en la que había un club afrancesado muy importante, dirigido por Pedro Bazán de Mendoza, llegó a constituirse una administración enteramente francesa. Pero incluso en esas circunstancias el poder real (el que otorga la aceptación de los súbditos) no lo ejercían estas, si no otras personas (como el cabildo o la antigua corporación municipal) que de hecho mantenían una influencia constante sobre la población.
La resistencia popular, que empezó a partir del día siguiente de la ocupación total de Galicia, impidió a los franceses sentar las bases de una administración municipal ya muy acreditada en Francia. La guerra exigiría la atención constante y total de los invasores, de tal manera que no podrían prestar el apoyo necesario a estas autoridades-títeres. A medida que la resistencia fue recuperando territorio hubo necesidad de crear nuevas Juntas locales (formadas siempre por los hidalgos del lugar, los clérigos más destacados y, en alguna ocasión, por campesinos) que serían el poder real de Galicia mientras duró la guerra. Estas juntas adoptaron medidas económicas, solicitando préstamos para adquirir armas y municiones, imponiendo impuestos a los vecinos, nombrando los jefes militares, dando las órdenes necesarias para que se mantuviera la tranquilidad pública e incluso dictaminando sobre las grandes medidas militares a tomar cuando la operación desbordaba los límites de la responsabilidad del jefe. Funcionaba, pues, con absoluta independencia.

### La Junta de Lobeira
Mientras que de hecho la organización de los territorios no ocupados por los franceses estaba en manos de estas Juntas locales, tanto en la Junta Central como en Galicia se estimaba la conveniencia de constituir un poder central gallego que organizase adecuadamente la guerra contra el invasor. A este respecto había dos opciones. La de entregar todo el poder al marqués de La Romana, o la de constituir una nueva Junta del Reino. La primera era invisible, dado que el marqués, seguramente por razones tácticas militares, andaba siempre errante de un lugar a otro, huyendo del enemigo, y no era esto lo más conveniente para ejercer la alta dirección de la guerra. Posiblemente esto debió quedar claro en la reunión que, a finales del mes de enero de 1809, tuvieron en Monterrey el canónigo Manuel Acuña y Malvar, el teniente coronel Manuel García del Barrio y el alférez Pablo Morillo, que la Junta Central había enviado a Galicia para excitar los ánimos para la rebelión. Y la segunda tampoco lo era en aquellas circunstancias: estando ocupadas todas las ciudades de Galicia y las villas más importantes era imposible su constitución. De ahí que se decidieran por una tercera solución: la de elevar a una de las innumerables Juntas comarcales a la cabeza de todas las demás.
La Junta de Lobeira, del partido de Bande, Orense, había sido constituida gracias al tesón de José Joaquín Márquez, administrador de rentas de La Boullosa, en el Coto Mixto. La situación de tal Junta, casi en la frontera con Portugal, le daba una especial seguridad (por lo menos, teórica). En principio era una junta comarcal como las demás, pero después de ampliada integrando en ella a personas relevantes de la comarca, adquirió gran prestigio, especialmente cuando aceptó presidirla Pedro Quevedo y Quintano, obispo de Orense, cuyo nombramiento fue aprobado por el marqués de La Romana. También formó parte de ella García del Barrio, delegado de la Junta Central, con lo que indirectamente recibía el refrendo de la máxima autoridad política del momento en España. Sin embargo, la Junta de Lobeira sólo ejerció un control directo sobre las juntas locales y comarcales del sur de las provincias de Orense y Pontevedra: la distancia con respecto a las juntas del norte hacían inviable una supremacía sobre las demás.

### Galicia libre de franceses

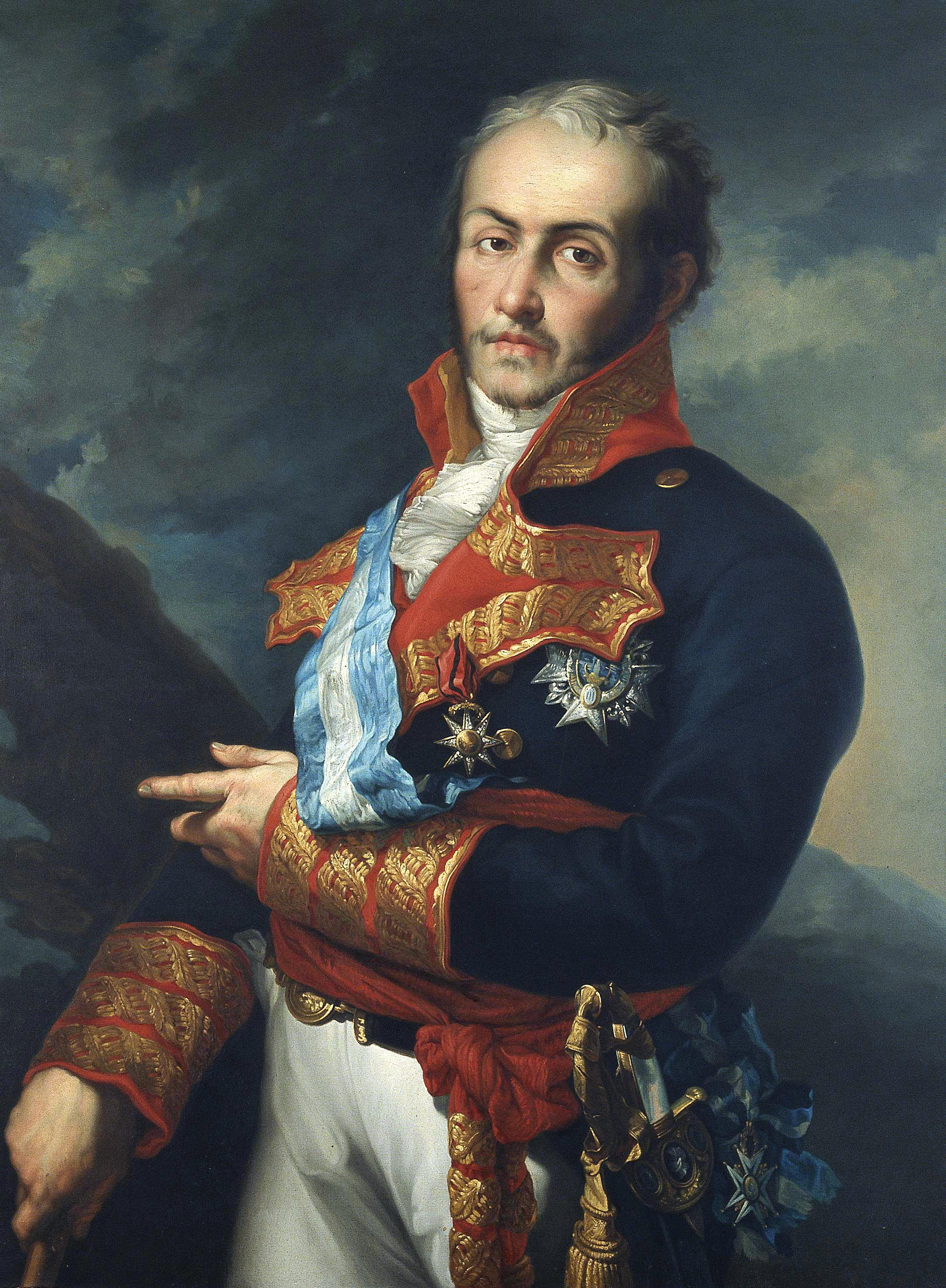
Teniente general Pedro Caro y Sureda,
III marqués de La Romana,
Capitán General de Galicia en 1809.

A partir de la salida de los franceses del país, el capitán general de Galicia recuperó el poder que anteriormente había ejercido. Al terminar la guerra había dos posibilidades: constituir una nueva Junta del Reino de Galicia, que era la opción preferida por las clases más elevadas, en opinión de González López, y que al parcer contaba con el apoyo de los ingleses, o el de devolverle el poder al Capitán General.
El conde de Noroña, Gaspar María Nava y Álvarez de las Asturias, segundo comandante del Ejército del Reino de Galicia, fue muy explícito en sus intenciones cuando publicó en Santiago el bando del 29 de mayo de 1809:

"Con mi venida ha cesado el exercicio de las autoridades que no sean legítimas. La única superior de este Reyno es la del Excelentísimo Señor Marqués de La Romana como Capitán General del mismo, y presidente de su Real Audiencia. Fuera de esta potestad, ninguna otra de su clase debe ser obedecida, y sólo yo puedo suplirla en sus ausencias, y como Segundo Comandante General comunicar sus órdenes. Los que se han valido del sagrado nombre del Rey para defender su causa y el de la Nación reunirán al mérito que han contraído el de la sumisión, para engrandecer el premio de su fidelidad, y los testimonios de su amor a la Patria".

Este bando merece un comentario. Parece inusitado que el poder militar que durante la epopeya popular de Galicia se había mantenido al margen, que no logró en esos meses ni una sola victoria, que todo lo había dejado a la responsabilidad del pueblo, viniese ahora, llegado el momento de la victoria, a suplantar a todas las Juntas, imponiéndose a ellas y concentrando todo el poder en el capitán general.
La operación tenía seguramente mayor intención. El marqués de La Romana, cuyo pensamiento político se conoce muy bien por su Representación a la Junta Central: era un absolutista. Temía que, al socaire de las circunstancias políticas, se introdujesen nuevos poderes representativos del pobo. Todo o que sonase a juntismo, asamblea del pobo, tercer estado, etc., le resultaba particularmente enojoso. Hombre de otro mundo, de otro tiempo, nunca aceptó esta avalancha del pobo en los mandos del ejército y, sobre todo, en la organización de la sociedad. Por eso dio instrucciones precisas a su segundo que, sin duda, participaba de las mismas ideas, para que, al terminar la guerra en Galicia, recuperase la plenitud del poder del Capitán General, como antiguamente se había ejercido.

### Constitución de la Junta Superior de subsidios, armamento y defensa de Galicia
Aunque Galicia ya estaba libre de franceses, a presencia de estos en otras partes de España, y la posibilidad de que realizaran una nueva ofensiva, hicieron que muchas personalidades e instituciones pensasen que era oportuna la creación de una Junta en previsión de lo que pudiera suceder. Y a pesar de que el conde de Noroña era abiertamente contrario a la creación de juntas, el Gobierno de la nación española creyó que era oportuna su constitución. La argumentación del conde se sitúa dentro de su horizonte político de defensa de los poderes centrales:

"La Junta Suprema sabe que el discutir las leyes, organizar las provincias y aprobar y desaprobar los arbitrios son peculiares a su institución y soberanía. En las provincias no necesita sino de los executores de su voluntad. Una Junta Suprema en cada una de ellas no sirve más que para entorpecer el despacho de los negocios por mucho celo que haya. (...) Las Juntas fueron, ya no son útiles, los tiempos son diferentes, por consiguiente no debe en uno y otro convenir la misma cosa".

Pero pese a esta opinión contraria del Segundo Comandante del Ejército de Galicia, las fuerzas vivas del país la solicitaron.
La Junta se formó(lo mismo que las de otras provincias), y el 17 de diciembre de 1809 se hizo público su reglamento, en el que se establecían las condiciones y competencias de estas juntas:
- Las Juntas se dedicarían exclusivamente al armamento y a la defensa del país, y a unha serie de competencias en materia de hacienda en inmediata relación con el ejército.
- La Junta Superior de Galicia la constituirían 29 personas, presididas por el capitán general de Galicia y con representación del Ejército, la Iglesia y de las siete ciudades. En total, 20 representantes de instituciones y ciudades y 9 representantes del clero secular y regular.
- Las Juntas subalternas o de partido estarían formadas por 9 personas.

Las diferencias entre la Junta Superior y la Junta Suprema del Reino de Galicia, que había desaparecido ya de hecho en diciembre de 1808, son muy claras. La Junta Superior estaba supeditada a la Central. No pretendía ostentar la soberanía, ni representar a Galicia ante ningún organismo superior. Se trataba simplemente de una especie de delegación de la Junta Central para los asuntos de la guerra y de la hacienda concomitantes con la guerra.